# Louvie-Juzon
Pour les articles homonymes, voir Louvie.
Louvie-Juzon (en béarnais Lobier-de-Baish ou Loubié-de-Bach) est une commune française située dans le département des Pyrénées-Atlantiques, en région Nouvelle-Aquitaine.

## Géographie

### Localisation
La commune de Louvie-Juzon se trouve dans le département des Pyrénées-Atlantiques, en région Nouvelle-Aquitaine.
Elle se situe à 27 km par la route de Pau, préfecture du département, et à 22 km d'Oloron-Sainte-Marie, sous-préfecture.
Les communes les plus proches sont : 
Izeste (0,8 km), Castet (2,0 km), Sainte-Colome (2,1 km), Arudy (2,2 km), Sévignacq-Meyracq (3,0 km), Bielle (3,8 km), Bilhères (4,0 km), Bescat (4,3 km).
Sur le plan historique et culturel, Louvie-Juzon fait partie de la province du Béarn, qui fut également un État et qui présente une unité historique et culturelle à laquelle s’oppose une diversité frappante de paysages au relief tourmenté.

### Communes limitrophes
Les communes limitrophes sont  Arudy, Asson, Bielle, Bruges-Capbis-Mifaget, Castet, Ferrières, Izeste, Louvie-Soubiron, Lys, Sainte-Colome et Sévignacq-Meyracq.
| Sévignacq-Meyracq, Arudy | Sainte-Colome, Lys | Bruges-Capbis-Mifaget                   |
| Izeste, Bielle           | Louvie-Juzon       | Asson                                   |
| Castet                   | Louvie-Soubiron    | Ferrières (Hautes-Pyrénées) (sur 100 m) |

### Hydrographie
La commune est traversée par des affluents du gave d'Ossau, entre parenthèses la forme francisée) :
- le Béez et ses affluents :
  - le ruisseau le Casteran (Castéra),
  - le ruisseau de Cousi,
  - le cau de Heus et son affluent :
    - le caude l'Aiga (Aygue),

  - le ruisseau de Hont Lana (Hont Lane),
  - le ruisseau l'Isou,
  - le ruisseau du Lacot et son affluent :
    - le ruisseau de la Sègue,

  - le ruisseau Lestarrès (11,4 km en France) et ses affluents :
    - le ruisseau le Bordialar (Bourdiala) et son affluent :
      - le ruisseau l'Artigau,

    - le ruisseau de Ramasaugue,
    - le ruisseau d'Ombratiu (Ombratiou) et son affluent :
      - le ruisseau de la fontaine de Mespler (Mesplé),

  - le ruisseau de Moncaut (2,8 km) et ses affluents :
    - le ruisseau l'Abeurada (Abeurade),
    - le ruisseau de Moncaut (1,1 km).
- le gave d'Ossau.
- l'Ouzom.

### Climat
Pour des articles plus généraux, voir Climat de la Nouvelle-Aquitaine et Climat des Pyrénées-Atlantiques.
Historiquement, la commune est exposée à un climat de montagne.  
En 2020, Météo-France publie une typologie des climats de la France métropolitaine dans laquelle la commune est toujours exposée à un climat de montagne et est dans la région climatique Pyrénées atlantiques, caractérisée par une pluviométrie élevée (>1 200 mm/an) en toutes saisons, des hivers très doux (7,5 °C en plaine) et des vents faibles.
Pour la période 1971-2000, la température annuelle moyenne est de 12,3 °C, avec une amplitude thermique annuelle de 14,1 °C. Le cumul annuel moyen de précipitations est de 1 572 mm, avec 12,2 jours de précipitations en janvier et 10,1 jours en juillet. Pour la période 1991-2020, la température moyenne annuelle observée sur la station météorologique la plus proche, située sur la commune d'Arbéost à 14,68 km à vol d'oiseau, est de 10,2 °C et le cumul annuel moyen de précipitations est de 1 411,1 mm,. Pour l'avenir, les paramètres climatiques de la commune estimés pour 2050 selon différents scénarios d’émission de gaz à effet de serre sont consultables sur un site dédié publié par Météo-France en novembre 2022.

### Milieux naturels et biodiversité

#### Espaces protégés
La protection réglementaire est le mode d’intervention le plus fort pour préserver des espaces naturels remarquables et leur biodiversité associée,.
Un  espace protégé est présent sur la commune : 
la « tourbière de Pédestarrès », objet d'un arrêté préfectoral de protection de biotope, d'une superficie de 33,8 ha.

#### Réseau Natura 2000
Le réseau Natura 2000 est un réseau écologique européen de sites naturels d'intérêt écologique élaboré à partir des Directives « Habitats » et « Oiseaux », constitué de zones spéciales de conservation (ZSC) et de zones de protection spéciale (ZPS).
Quatre sites Natura 2000 ont été définis sur la commune au titre de la « directive Habitats », : 
- « le gave d'Ossau », d'une superficie de 2 300 ha, un vaste réseau de torrents d'altitude et de cours d'eau de coteaux à très bonne qualité des eaux[19] ;
- le « massif du Moulle de Jaout », d'une superficie de 16 350 ha, abritant en particulier six espèces rares, menacées à l’échelle mondiale. Certaines de ces espèces comme le Géranium de Bilhère ne se rencontrent qu’en Haut Béarn. D’autres, comme la Bartsie en épi (Northobartsia spicata), qui ne se rencontre en Béarn que sur le massif de Jaout, lui confèrent toute son originalité), qui ne se rencontre en Béarn que sur le massif de Jaout, lui confèrent toute son originalité[20] ;
- le « gave de Pau », d'une superficie de 8 194 ha, un vaste réseau hydrographique avec un système de saligues[Note 4] encore vivace[21] ;
- la « tourbière de Louvie-Juzon », d'une superficie de 31,22 ha, une tourbière haute  d'intérêt majeur en particulier valeur palynologique[22] et deux au titre de la « directive Oiseaux »[18],[Carte 2] :
- les « pènes du Moulle de Jaout », d'une superficie de 4 399 ha, un vaste ensemble montagneux comprenant des falaises exposées à l'Ouest, caractérisée par des habitats ouverts, forestiers et rupestres pyrénéens typiques favorisant la présence d'espèces ornithologiques majeures[23] ;
- les « pics de l'Estibet et de Mondragon », d'une superficie de 4 648 ha, sont une zone de montagne de moyenne à haute altitude avec occupation du sol alternant habitats ouverts, forestiers et rupestre[24].

#### Zones naturelles d'intérêt écologique, faunistique et floristique
L’inventaire des zones naturelles d'intérêt écologique, faunistique et floristique (ZNIEFF) a pour objectif de réaliser une couverture des zones les plus intéressantes sur le plan écologique, essentiellement dans la perspective d’améliorer la connaissance du patrimoine naturel national et de fournir aux différents décideurs un outil d’aide à la prise en compte de l’environnement dans l’aménagement du territoire.
Cinq ZNIEFF de type 1 sont recensées sur la commune, : 
- la « montagne du Rey, Pene Peyrau et crête des Garroques » (767,36 ha)[26] ;
- les « pelouses, landes et boisements du pic Merdanson et du pic Mondragon » (2 759,1 ha), couvrant 3 communes du département[27] ;
- le « pic de Males Ores » (1 075,55 ha), couvrant 3 communes du département[28] ;
- le « réseau hydrographique du gave d'ossau à l'amont d'arudy et ses rives » (586,79 ha), couvrant 12 communes du département[29] ;
- le « tourbière de Louvie-Juzon » (38,69 ha), couvrant 2 communes du département[30] ;

et quatre ZNIEFF de type 2,, : 
- les « bassins versants amont de l'Ouzom (rive gauche) et du Béez » (9 662,23 ha), couvrant 4 communes du département[31] ;
- le « réseau hydrographique du gave de Pau et ses annexes hydrauliques » (3 000,84 ha), couvrant 71 communes dont 10 dans les Landes, 59 dans les Pyrénées-Atlantiques et 2 dans les Hautes-Pyrénées[32] ;
- le « réseau hydrographique du gave d'Oloron et de ses affluents » (6 885,32 ha), couvrant 114 communes dont 2 dans les Landes et 112 dans les Pyrénées-Atlantiques[33];
- la « vallée d'Ossau » (43 624,41 ha), couvrant 13 communes du département[34].

## Urbanisme

### Typologie
Au 1er janvier 2024, Louvie-Juzon est catégorisée bourg rural, selon la nouvelle grille communale de densité à sept niveaux définie par l'Insee en 2022.
Elle appartient à l'unité urbaine d'Arudy, une agglomération intra-départementale regroupant quatre  communes, dont elle est une commune de la banlieue,,. Par ailleurs la commune fait partie de l'aire d'attraction de Pau, dont elle est une commune de la couronne,. Cette aire, qui regroupe 227 communes, est catégorisée dans les aires de 200 000 à moins de 700 000 habitants,.

### Occupation des sols

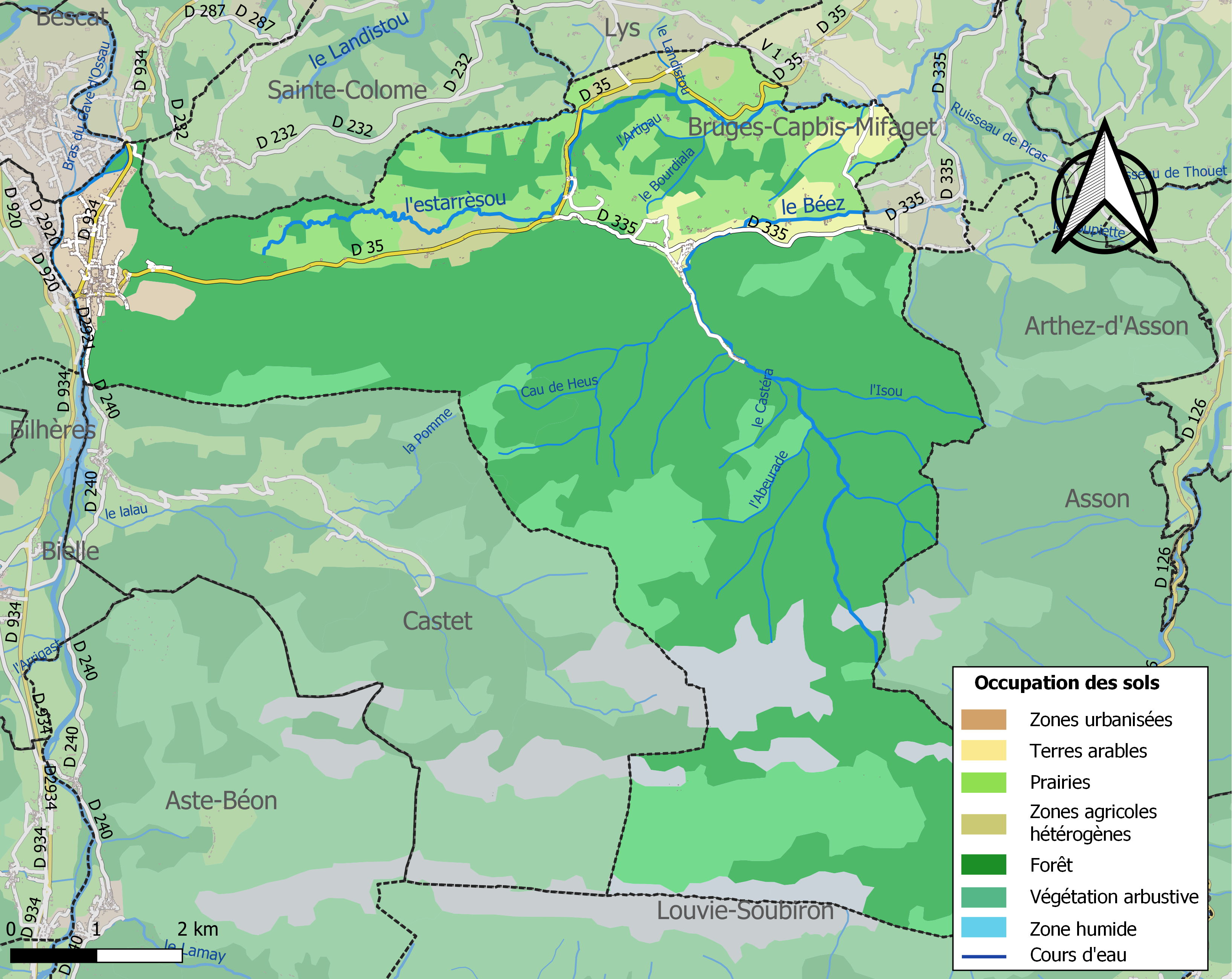
Carte des infrastructures et de l'occupation des sols de la commune en 2018 (CLC).

L'occupation des sols de la commune, telle qu'elle ressort de la base de données européenne d’occupation biophysique des sols Corine Land Cover (CLC), est marquée par l'importance des forêts et milieux semi-naturels (82,5 % en 2018), une proportion sensiblement équivalente à celle de 1990 (82,9 %). La répartition détaillée en 2018 est la suivante : 
forêts (61,6 %), milieux à végétation arbustive et/ou herbacée (14,7 %), prairies (10,7 %), espaces ouverts, sans ou avec peu de végétation (6,2 %), zones agricoles hétérogènes (2,2 %), zones urbanisées (2,1 %), terres arables (2 %), mines, décharges et chantiers (0,5 %). L'évolution de l’occupation des sols de la commune et de ses infrastructures peut être observée sur les différentes représentations cartographiques du territoire : la carte de Cassini (XVIIIe siècle), la carte d'état-major (1820-1866) et les cartes ou photos aériennes de l'IGN pour la période actuelle (1950 à aujourd'hui).

### Lieux-dits et hameaux
- Pè de Horat (Pè-de-Hourat) ;
- Pè d'Estarra/e(s?) (Pè-d-Estarres).

### Risques majeurs
Le territoire de la commune de Louvie-Juzon est vulnérable à différents aléas naturels : météorologiques (tempête, orage, neige, grand froid, canicule ou sécheresse), inondations, feux de forêts, mouvements de terrains et séisme (sismicité moyenne). Il est également exposé à deux risques technologiques,  le transport de matières dangereuses et la rupture d'un barrage. Un site publié par le BRGM permet d'évaluer simplement et rapidement les risques d'un bien localisé soit par son adresse soit par le numéro de sa parcelle.

#### Risques naturels
Certaines parties du territoire communal sont susceptibles d’être affectées par le risque d’inondation par une crue torrentielle ou à montée rapide de cours d'eau, notamment le gave d'Oloron, l'Ouzoum, l'Estarrèsou et le Béez. La commune a été reconnue en état de catastrophe naturelle au titre des dommages causés par les inondations et coulées de boue survenues en 1982, 1987, 1997, 2007, 2009, 2013, 2018, 2019 et 2021,.
Louvie-Juzon est exposée au risque de feu de forêt. En 2020, le premier plan de protection des forêts contre les incendies (PDPFCI) a été adopté pour la période 2020-2030. La réglementation des usages du feu à l’air libre et les obligations légales de débroussaillement dans le département des Pyrénées-Atlantiques font l'objet d'une consultation de public ouverte du 16 septembre au 7 octobre 2022,.
Les mouvements de terrains susceptibles de se produire sur la commune sont des affaissements et effondrements liés aux cavités souterraines (hors mines). Afin de mieux appréhender le risque d’affaissement de terrain, un inventaire national permet de localiser les éventuelles cavités souterraines sur la commune.

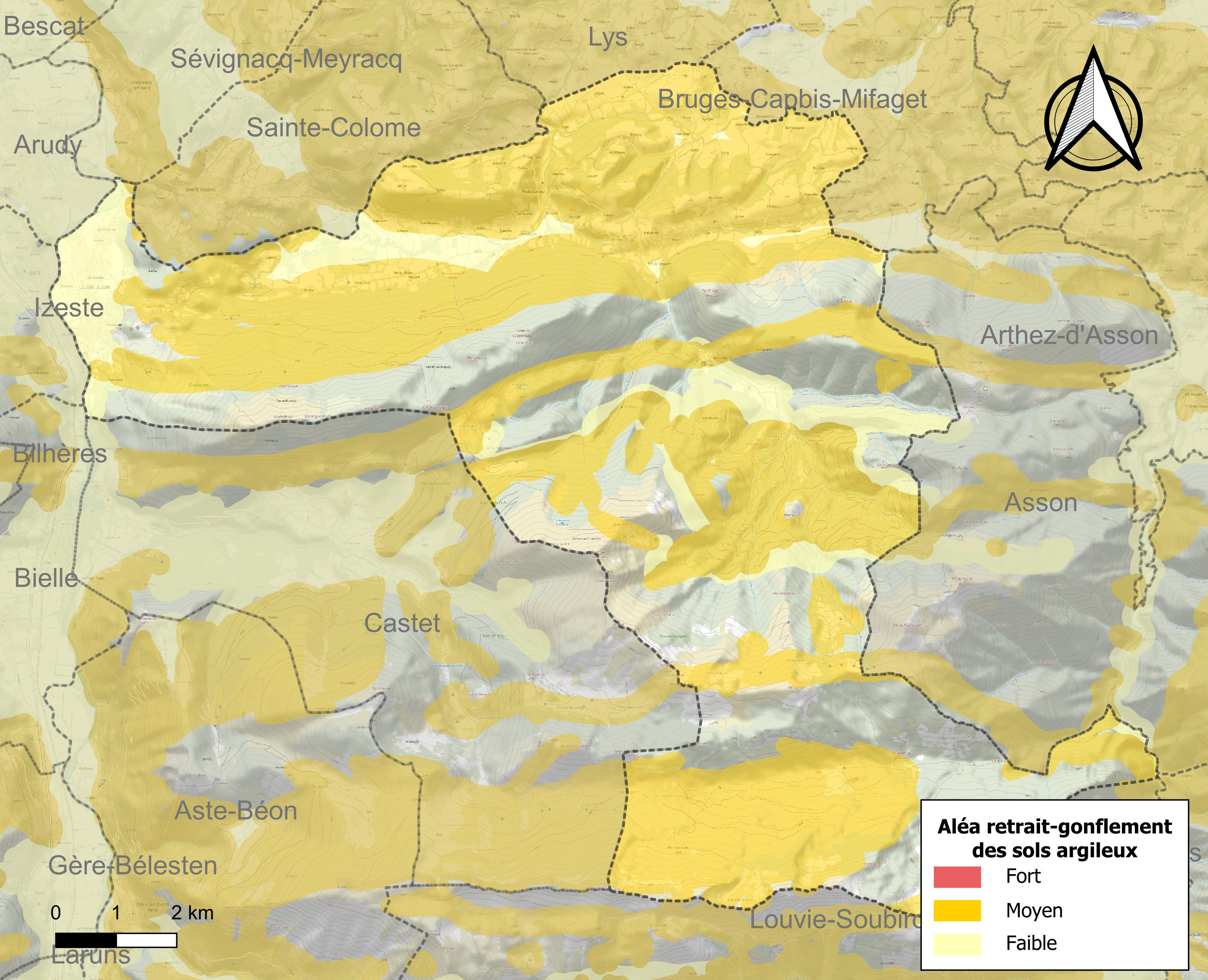
Carte des zones d'aléa retrait-gonflement des sols argileux de Louvie-Juzon.

Le retrait-gonflement des sols argileux est susceptible d'engendrer des dommages importants aux bâtiments en cas d’alternance de périodes de sécheresse et de pluie. 58,5 % de la superficie communale est en aléa moyen ou fort (59 % au niveau départemental et 48,5 % au niveau national). Depuis le 1er octobre 2020, en application de la loi ELAN, différentes contraintes s'imposent aux vendeurs, maîtres d'ouvrages ou constructeurs de biens situés dans une zone classée en aléa moyen ou fort,.

#### Risque technologique
La commune est en outre située en aval de barrages de classe A. À ce titre elle est susceptible d’être touchée par l’onde de submersion consécutive à la rupture de cet ouvrage.

## Toponymie
Le toponyme Louvie-Juzon apparaît sous les formes Luperium (1100, titres de Mifaget), 
Lobier (1154, titres de Barcelone), Lobierr-Juso (1270, titres d'Ossau), Lobiher-Jusoo (1376, montre militaire de Béarn), Lobier-Jusoo (1385, censier de Béarn), Lobier-Jusson, Lobie-Juso et Loubié (respectivement en 1538, 1614 et 1675, réformation de Béarn).
Le toponyme Le Hourat (en occitan « trou », « percée ») est mentionné sous la forme Forat de Lobier-Juson en 1443 dans le registre de la Cour Majour de Béarn.
Son nom béarnais est Lobier-de-Baish ou Loubié-de-Bach.
Louvie, lobièr en béarnais, a une origine latine et signifierait domaine de Lupinus. Juzon (Jusan)  veut dire en aval.

## Histoire
En 1385, Louvie-Juzon comptait 80 feux et dépendait du bailliage d'Ossau.

## Politique et administration
| Période                                  | Période  | Identité           | Étiquette | Qualité |
| ---------------------------------------- | -------- | ------------------ | --------- | ------- |
| Les données manquantes sont à compléter. |          |                    |           |         |
| 1888                                     | 1914     | Jean-Pierre Camps  |           |         |
| 1914                                     | ?        | Raphaël Camps      |           | Notaire |
| Les données manquantes sont à compléter. |          |                    |           |         |
| 1995                                     | 2008     | Charles Sable      |           |         |
| 2008                                     | En cours | Patrick Labernadie |           |         |

### Intercommunalité
La commune fait partie de cinq structures intercommunales :
- la communauté de communes de la Vallée d'Ossau ;
- le SIVU assainissement de la vallée d’Ossau ;
- le syndicat d'eau de la vallée d'Ossau ;
- le syndicat d'électrification du Bas-Ossau ;
- le syndicat de la perception d’Arudy.

La commune fait partie du Pays d'Oloron et du Haut-Béarn.

## Population et société

### Démographie
L'évolution du nombre d'habitants est connue à travers les recensements de la population effectués dans la commune depuis 1793. Pour les communes de moins de 10 000 habitants, une enquête de recensement portant sur toute la population est réalisée tous les cinq ans, les populations de référence des années intermédiaires étant quant à elles estimées par interpolation ou extrapolation. Pour la commune, le premier recensement exhaustif entrant dans le cadre du nouveau dispositif a été réalisé en 2006.

En 2022, la commune comptait 1 073 habitants, en évolution de +0,85 % par rapport à 2016 (Pyrénées-Atlantiques : +3,78 %, France hors Mayotte : +2,11 %).
| 1793  | 1800 | 1806  | 1821  | 1831  | 1836  | 1841  | 1846  | 1851  |
| ----- | ---- | ----- | ----- | ----- | ----- | ----- | ----- | ----- |
| 1 288 | 943  | 1 355 | 1 470 | 1 531 | 1 590 | 1 603 | 1 680 | 1 691 |

| 1856  | 1861  | 1866  | 1872  | 1876  | 1881  | 1886  | 1891  | 1896  |
| ----- | ----- | ----- | ----- | ----- | ----- | ----- | ----- | ----- |
| 1 681 | 1 692 | 1 753 | 1 703 | 1 699 | 1 751 | 1 679 | 1 685 | 1 683 |

| 1901  | 1906  | 1911  | 1921  | 1926  | 1931  | 1936  | 1946  | 1954  |
| ----- | ----- | ----- | ----- | ----- | ----- | ----- | ----- | ----- |
| 1 698 | 1 631 | 1 625 | 1 349 | 1 265 | 1 229 | 1 197 | 1 191 | 1 177 |

| 1962  | 1968  | 1975  | 1982  | 1990  | 1999 | 2006  | 2011  | 2016  |
| ----- | ----- | ----- | ----- | ----- | ---- | ----- | ----- | ----- |
| 1 108 | 1 049 | 1 057 | 1 023 | 1 014 | 981  | 1 100 | 1 089 | 1 064 |

| 2021  | 2022  | - | - | - | - | - | - | - |
| ----- | ----- | - | - | - | - | - | - | - |
| 1 063 | 1 073 | - | - | - | - | - | - | - |

## Économie
L'économie de la commune est essentiellement orientée vers l'agriculture et l'élevage. Louvie-Juzon fait partie de la zone d'appellation de l'ossau-iraty.
La pureté des eaux du gave d'Ossau a permis le développement de la pisciculture.
A Pé de Hourat, une petite pisciculture appelée "La truite d'Ossau" bénéficie d’un cadre préservé et des eaux du Béez d'une excellente qualité (issue des sources et résurgences alimentées par les Pyrénées). L’élevage est axé sur une production artisanale de truites et ombles de fontaine, dans  une démarche responsable et éthique (voir plus d'informations sur le site https://truite-ossau.fr/).

## Culture locale et patrimoine

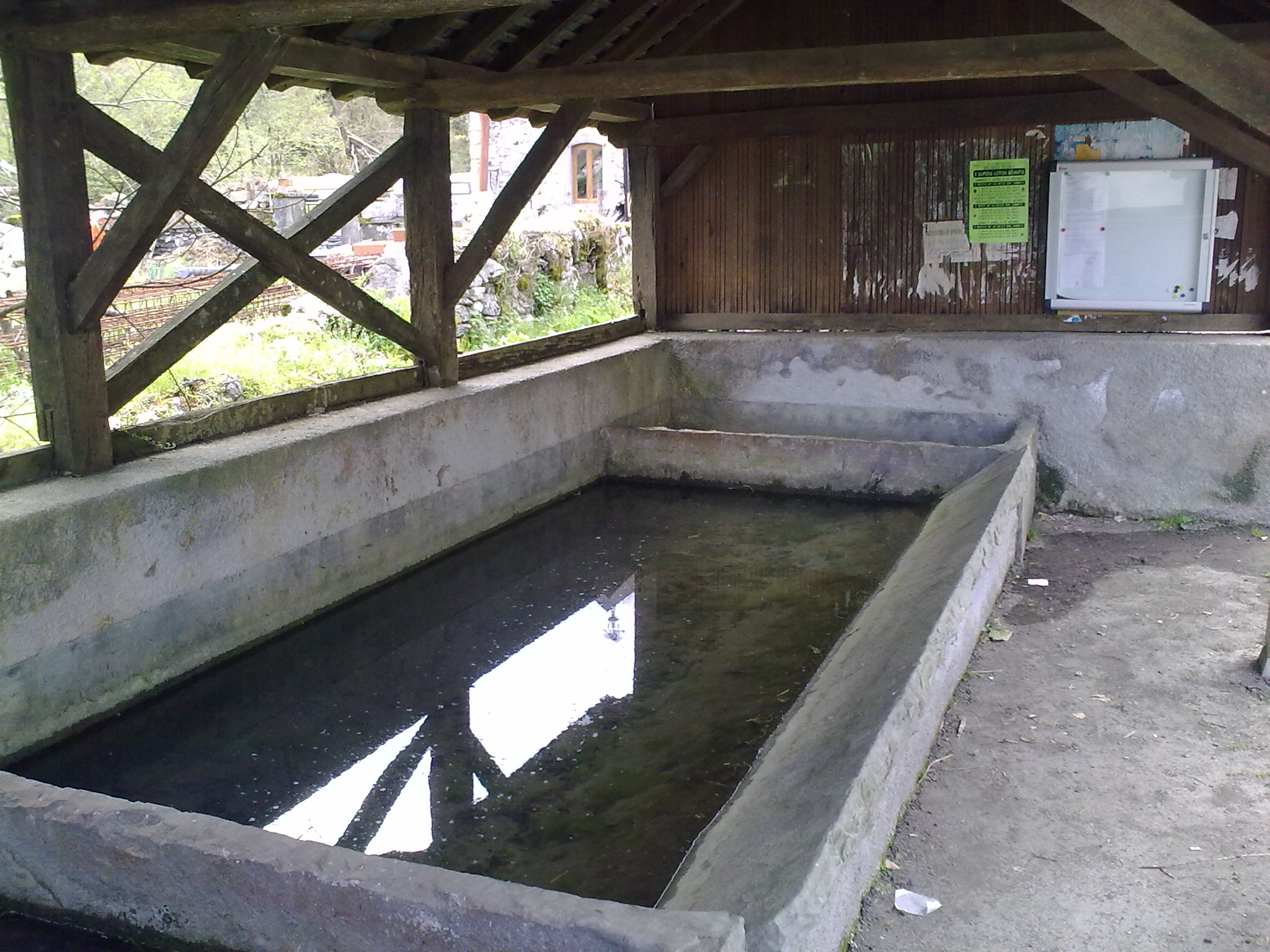
Le lavoir de Pé-de Hourat.
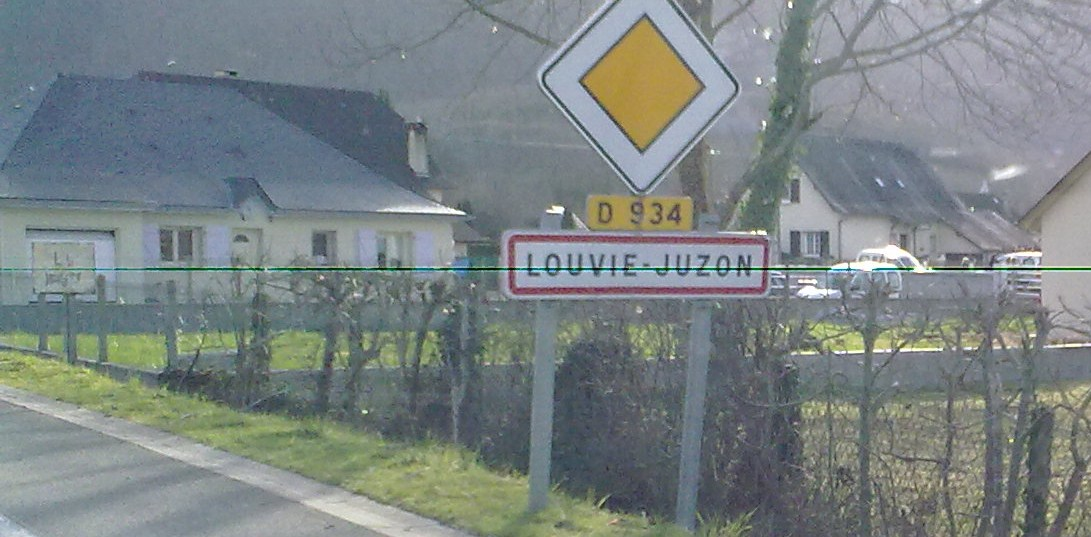
Entrée dans Louvie-Juzon.
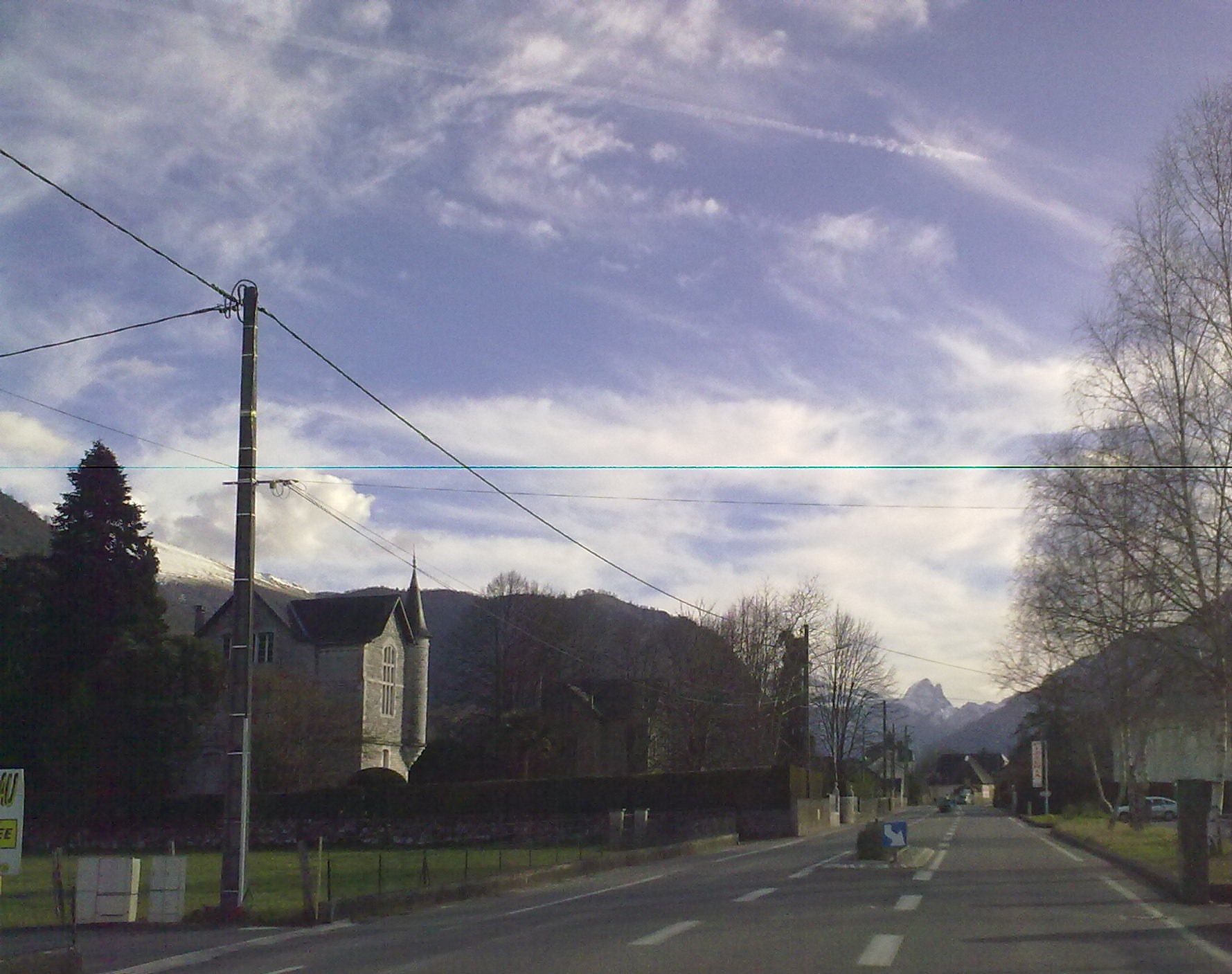
Un axe principal de Louvie-Juzon.
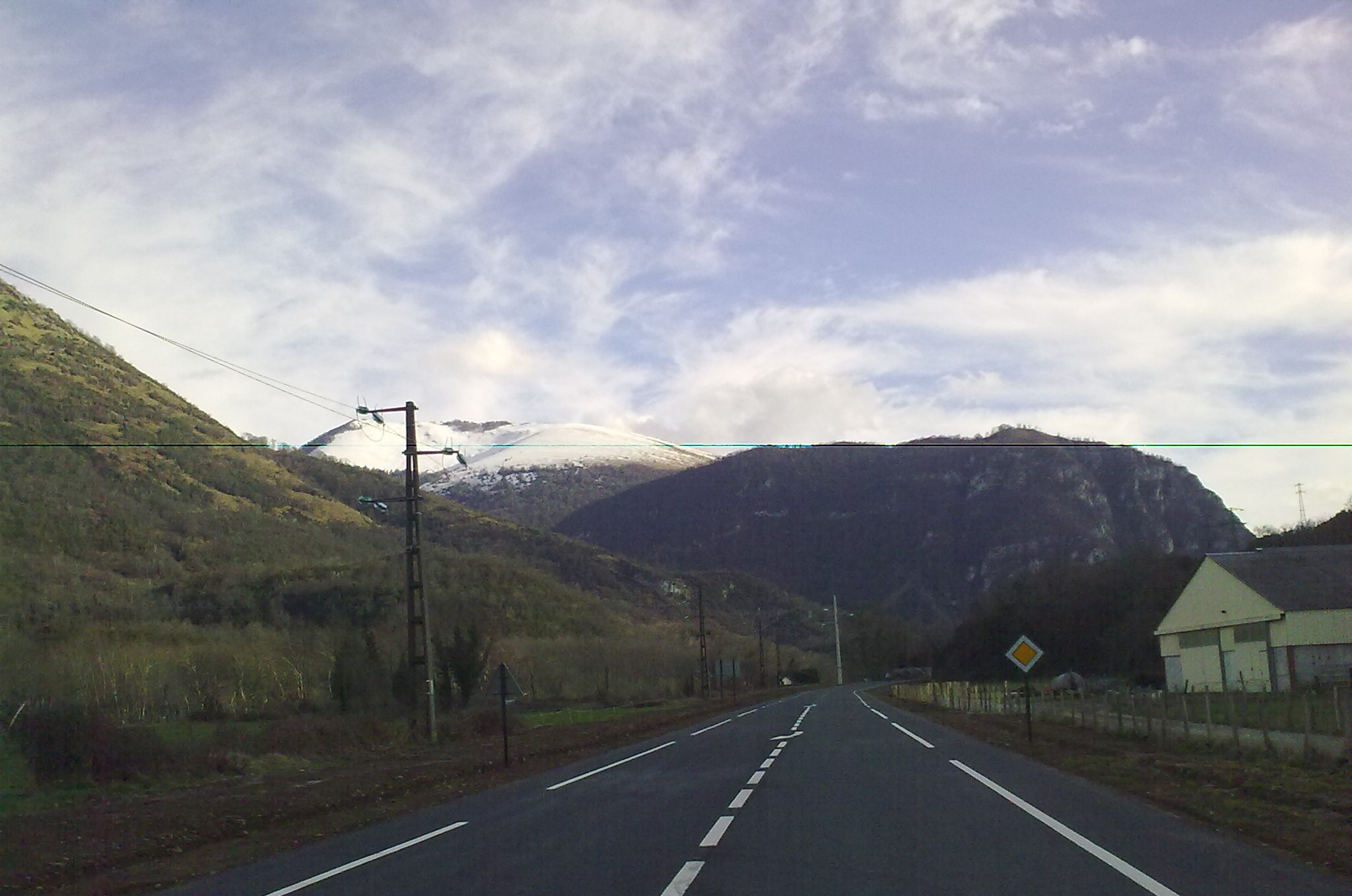
Nouvelle rocade de Louvie-Juzon.
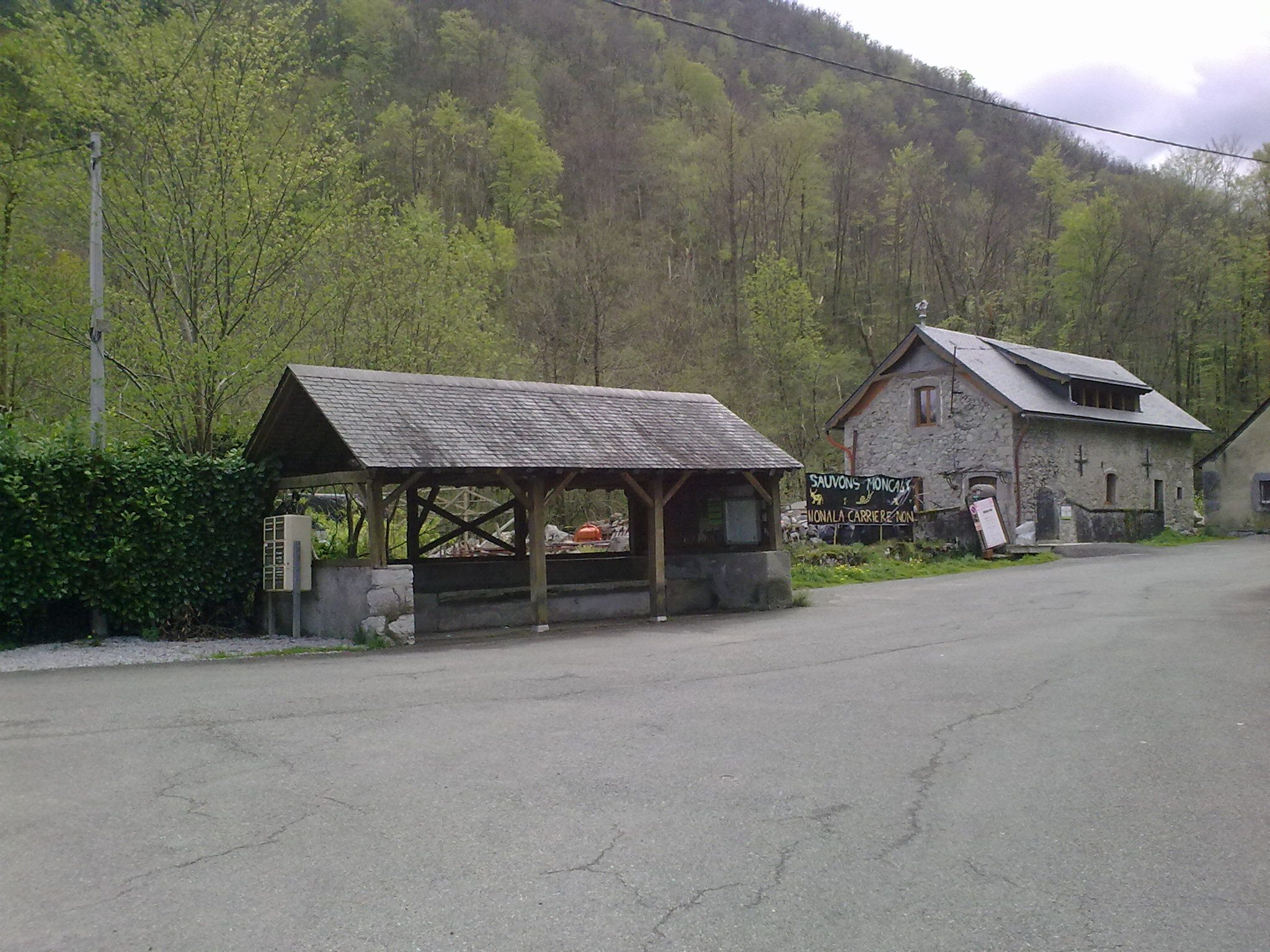
Le lavoir de Pé-de Hourat.

### Patrimoine civil
- Maisons des XVIIe et XVIIIe siècles.

### Patrimoine religieux

#### Église Saint-Martin desXVIeetXVIIesiècles, finalement achevée en 1890.
La construction de l'église a débuté au 1er quart du XVIe siècle, la nef principale et le collatéral sud datent de cette époque, ils sont tous deux couverts d'une voute en arcs brisés. Le collatéral nord a été ajouté au 3ème quart du XVIIe siècle ainsi que l'atteste la date gravée (1671) sur la porte de style classique débouchant sur ce collatéral nord. La façade occidentale et le clocher ont été reconstruits à la fin du XIXe siècle (1890),.

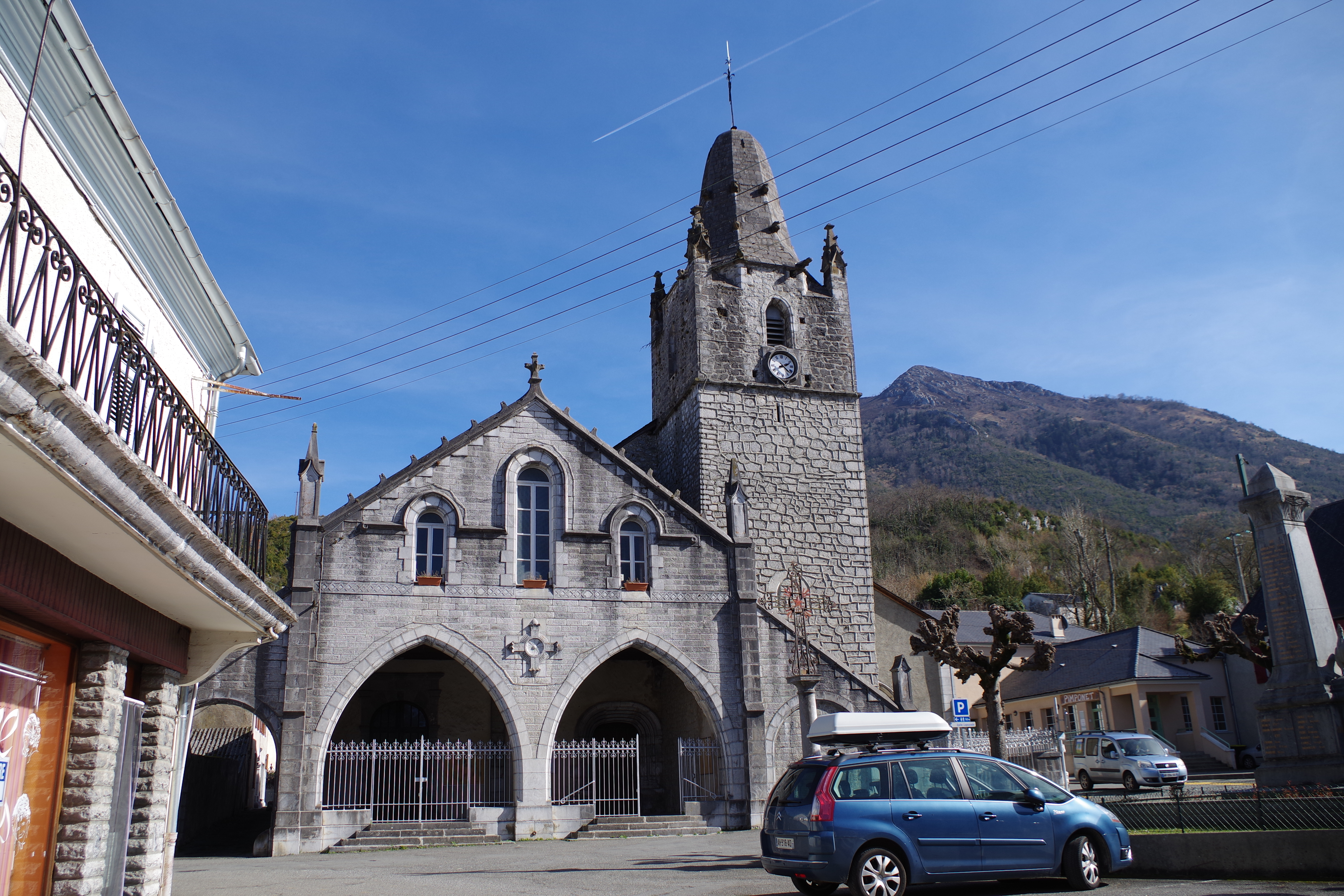
Église Saint-Martin de Louvie-Juzon

L'intérieur recèle un grand nombre d'objets classés au titre de monuments historiques :
- Christ en croix du XVIIe siècle[70]
- autel et retable du  XVIIIe siècle au nord du chœur avec une toile représentant saint Antoine en prière[71] (comme habituellement dans son iconographie, saint Antoine est accompagné d'un cochon), ce retable est surmonté d'une toile représentant saint Martin donnant la moitié de son manteau à un pauvre
- autel et retable du XVIIIe siècle (Sacré-cœur ?)[72]
- autel et retable du XVIIIe siècle au sud du chœur avec une toile représentant Saint-Martin évêque[73]

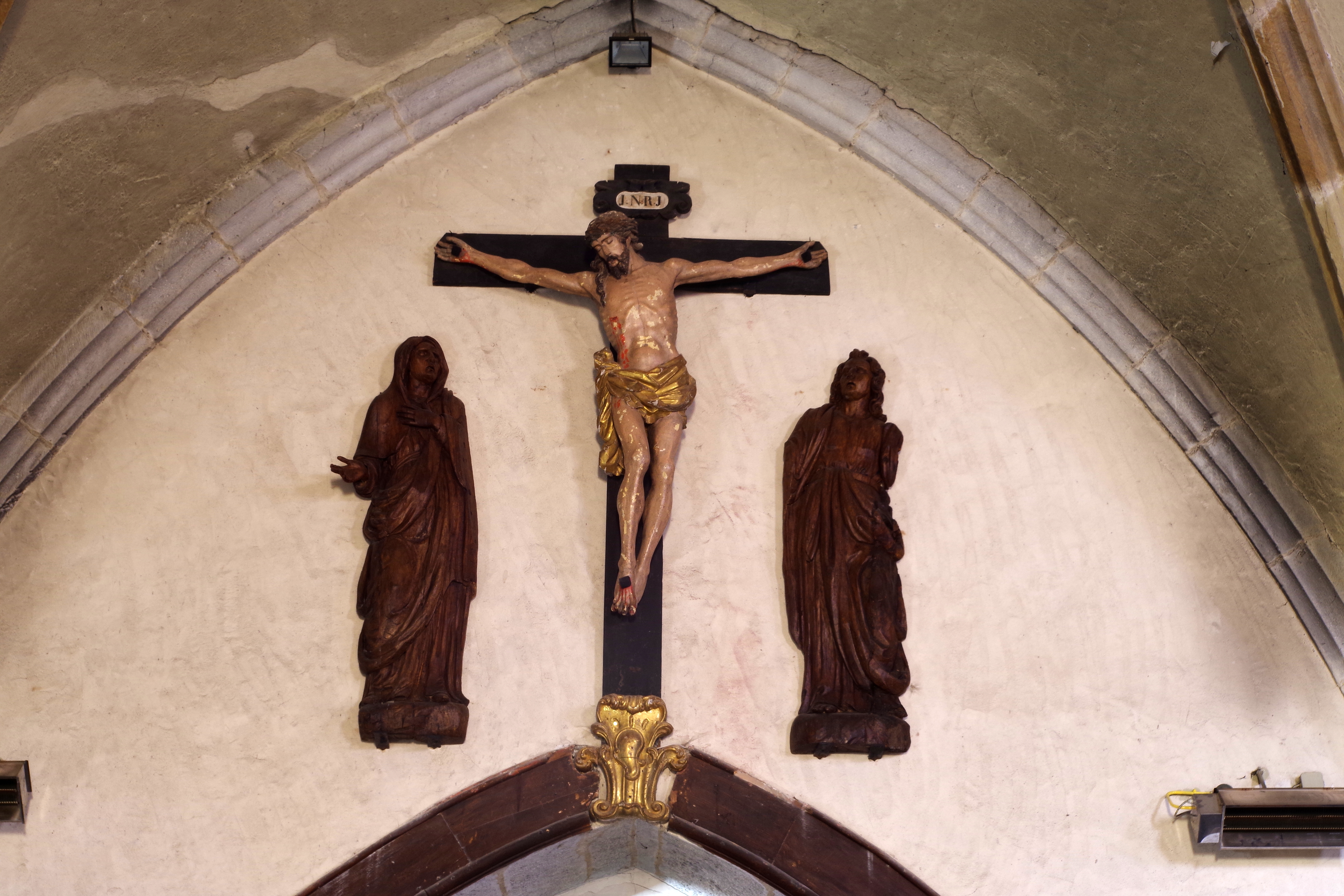
Christ en croix du XVIIe (?)
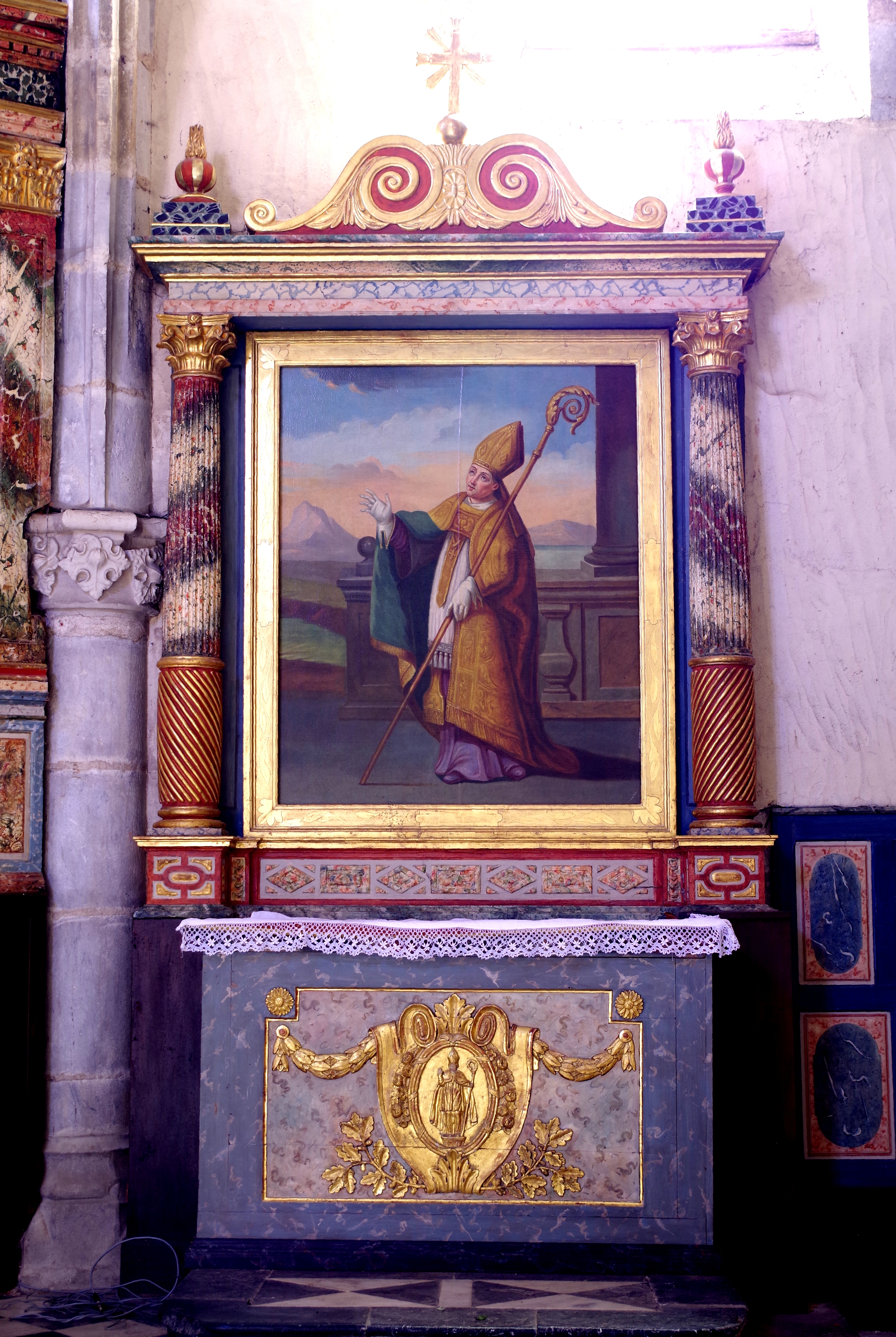
Retable de saint Martin évêque
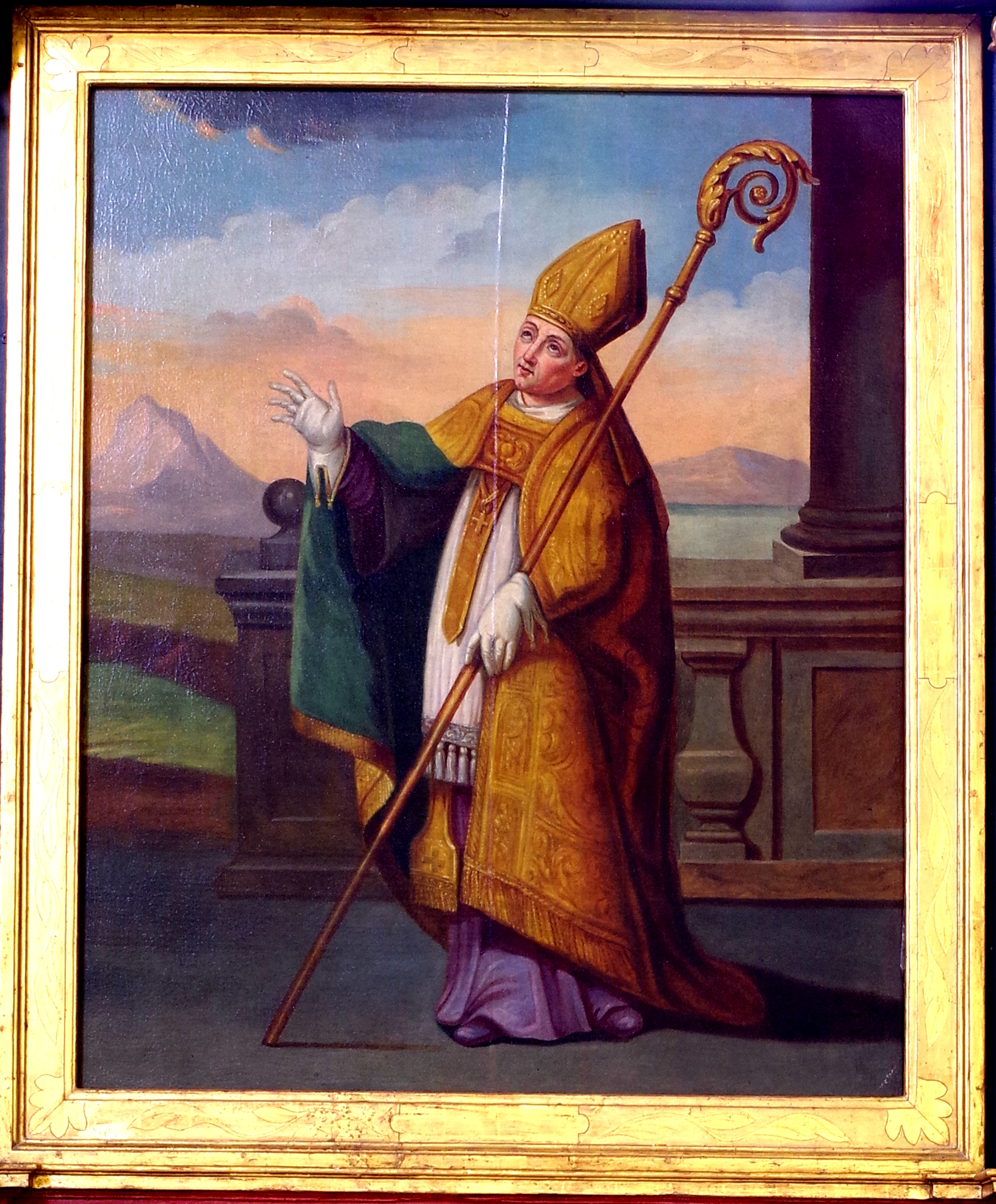
Saint Martin évêque
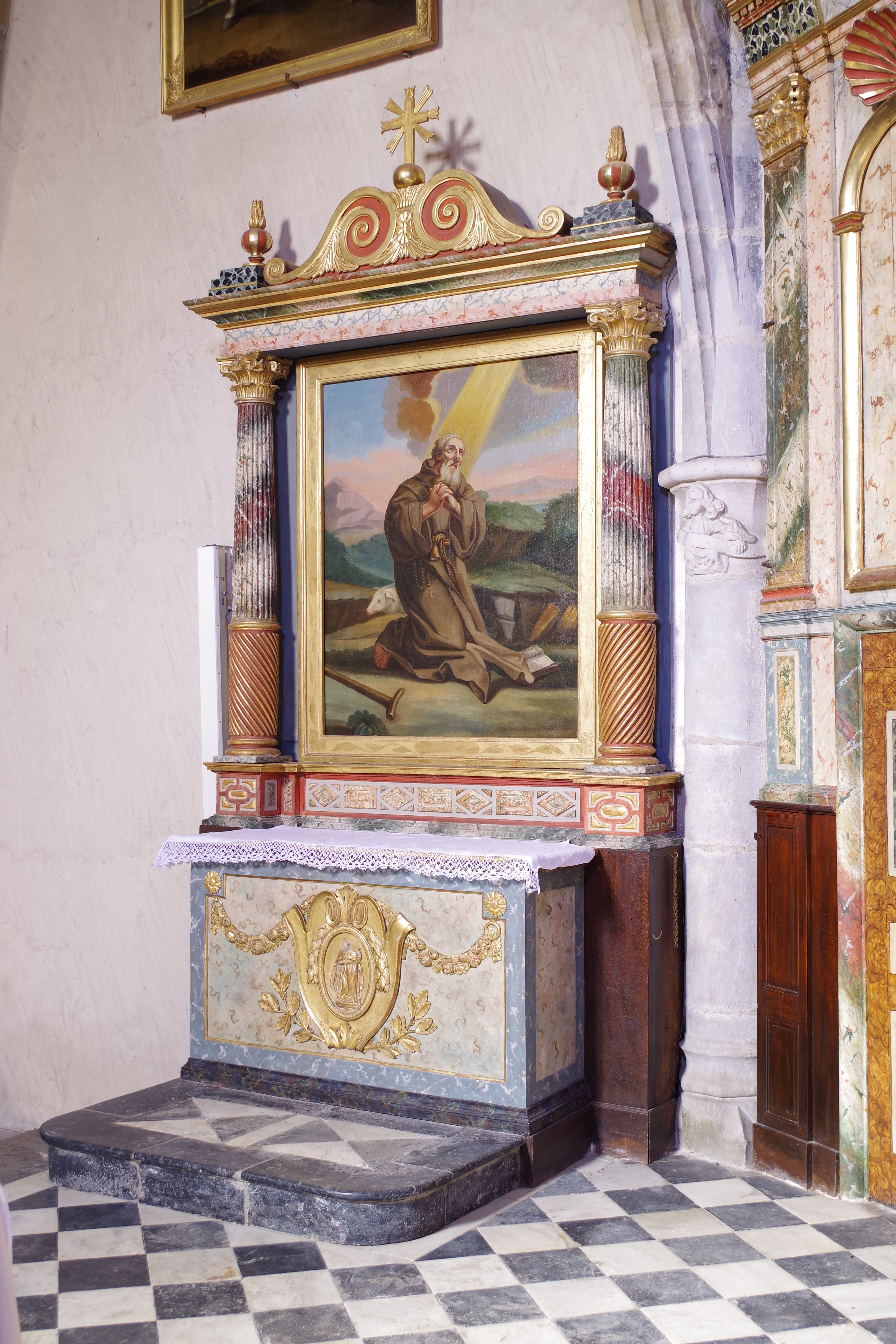
Retable de saint Antoine
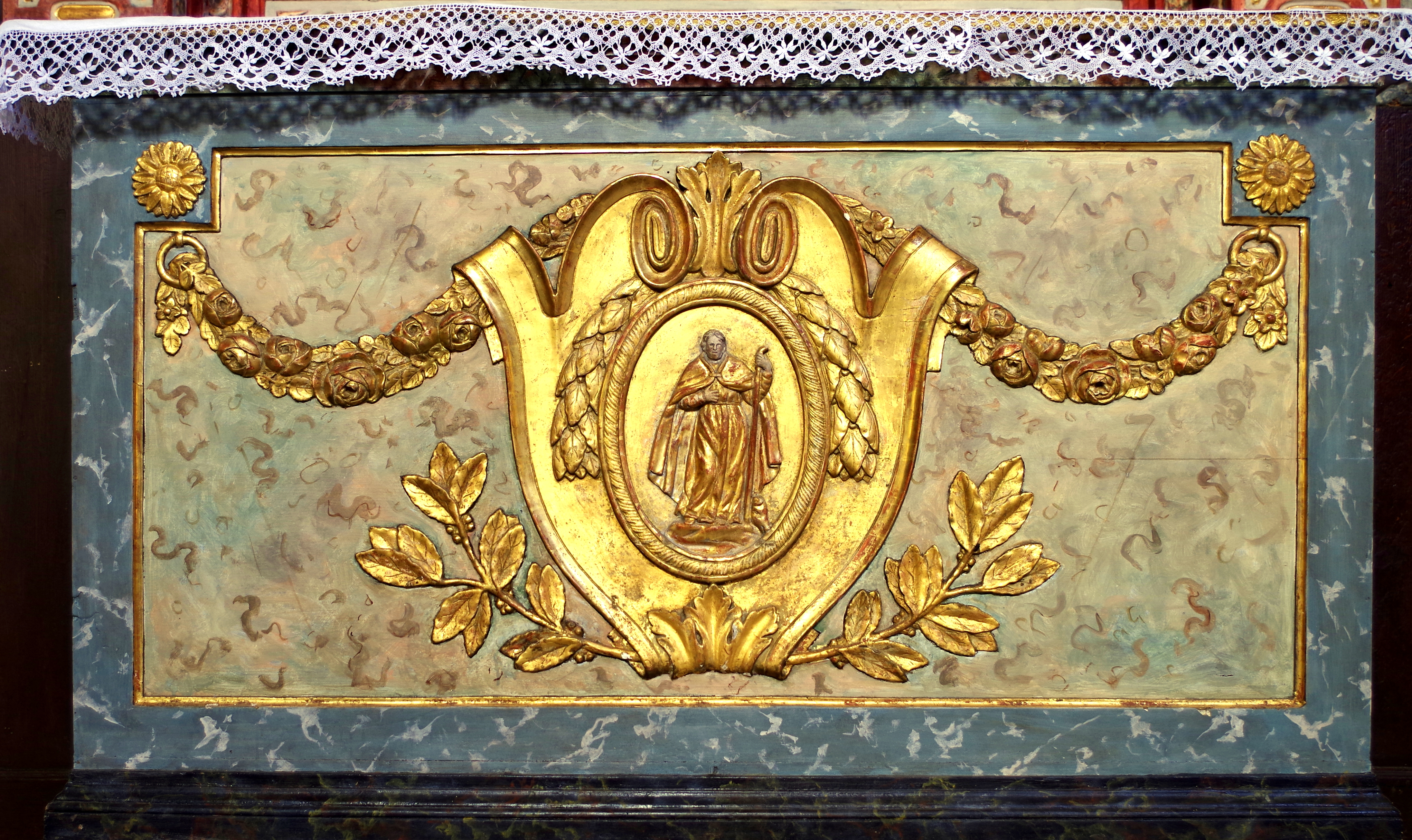
Devant d'autel sous le retable de saint Antoine
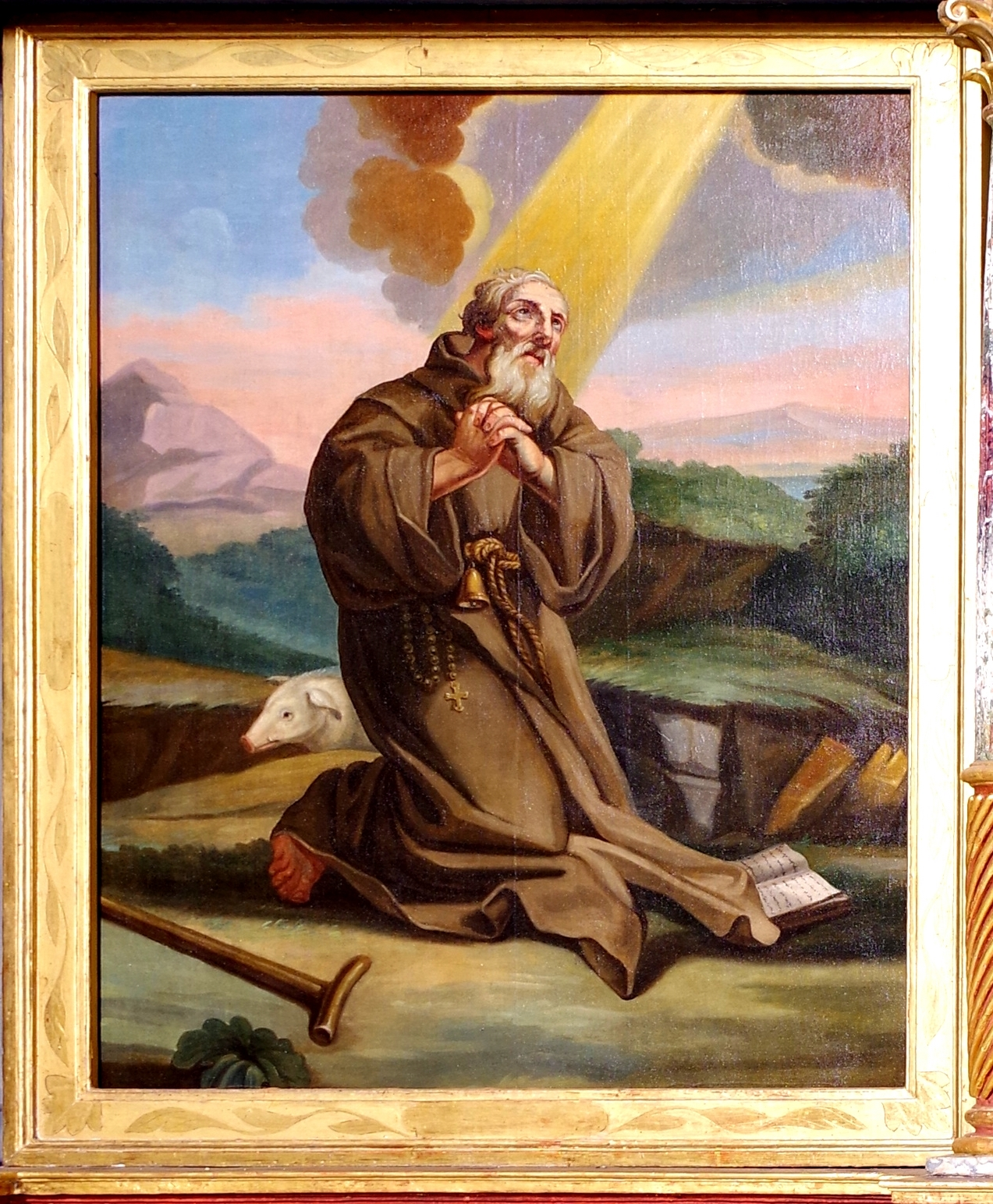
Saint Antoine en prière
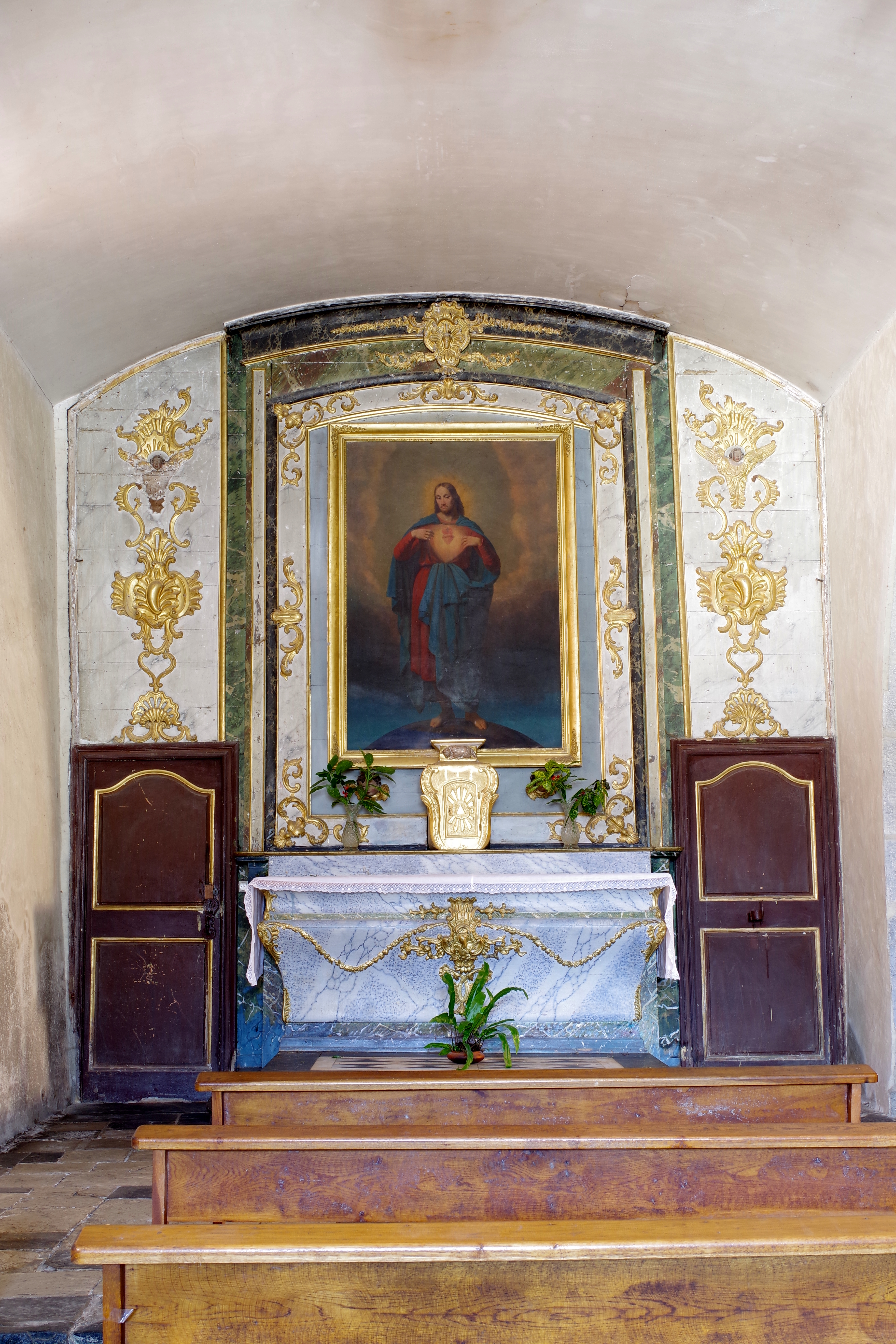
Retable du sacré-cœur
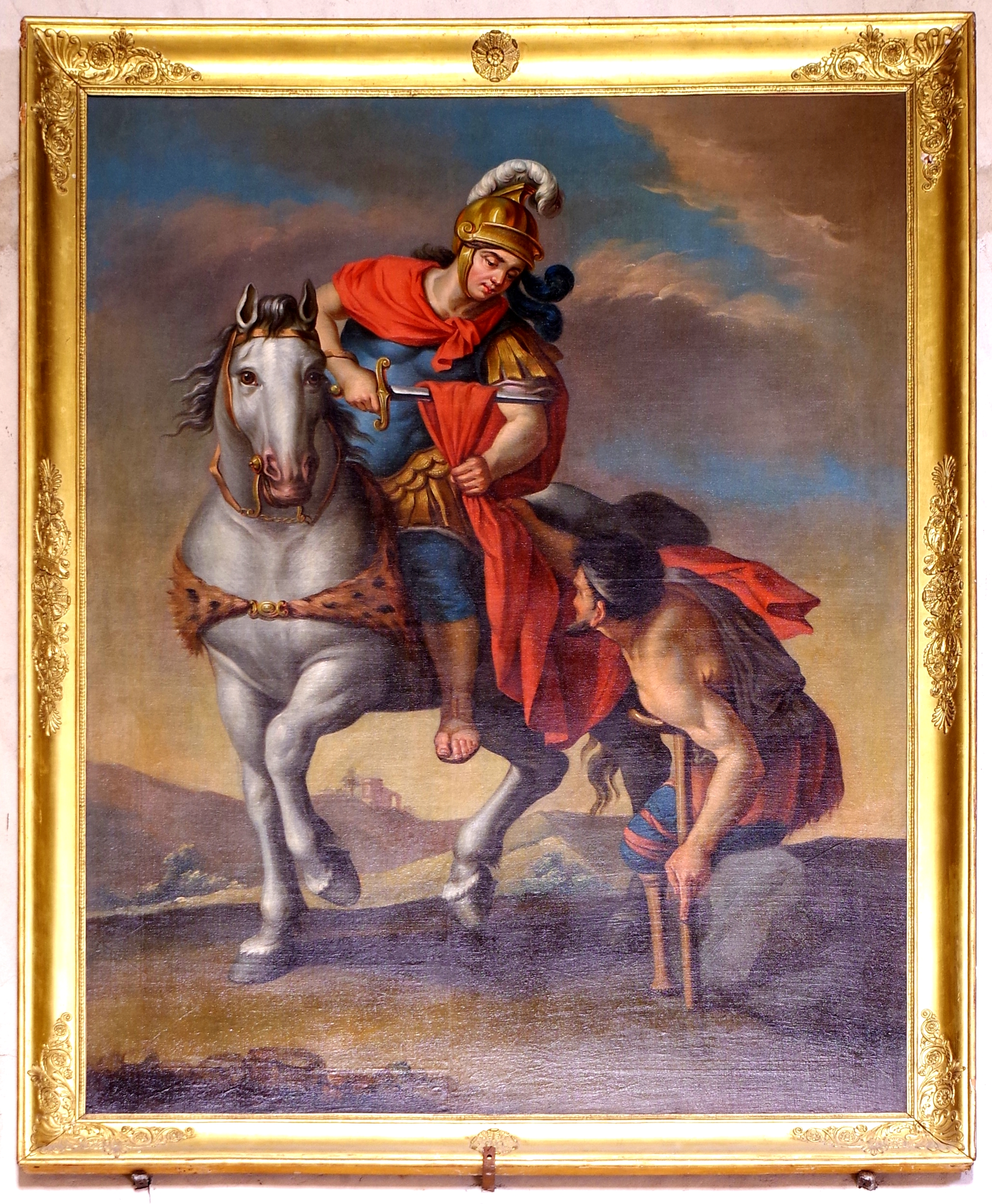
Saint Martin partageant son manteau avec un pauvre

- l'orgue de tribune de la 2ème moitié du  XVIIIe siècle[74],[75] fabriqué par François Mauroumec, il est constitué d'un buffet à trois tourelles[76], il a été restauré en 1984

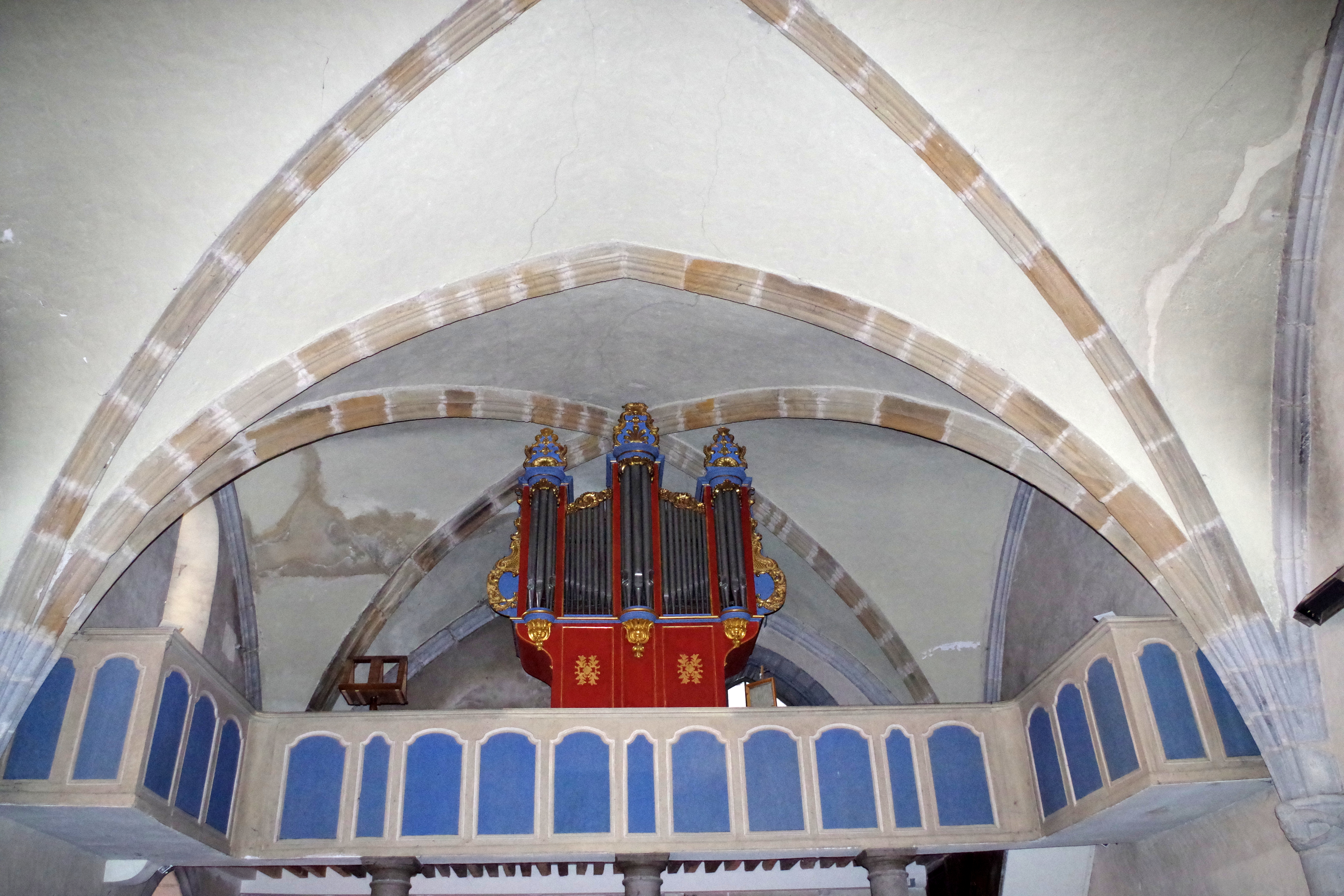
Orgue de tribune

- autel, tabernacle, croix, 6 chandeliers d'autel, retable, tableau d'autel représentant saint Ambroise évêque (ou saint Géminien), et 3 tableaux (la Vierge de l'Apocalypse, saint Laurent et sainte Catherine d'Alexandrie)[77]

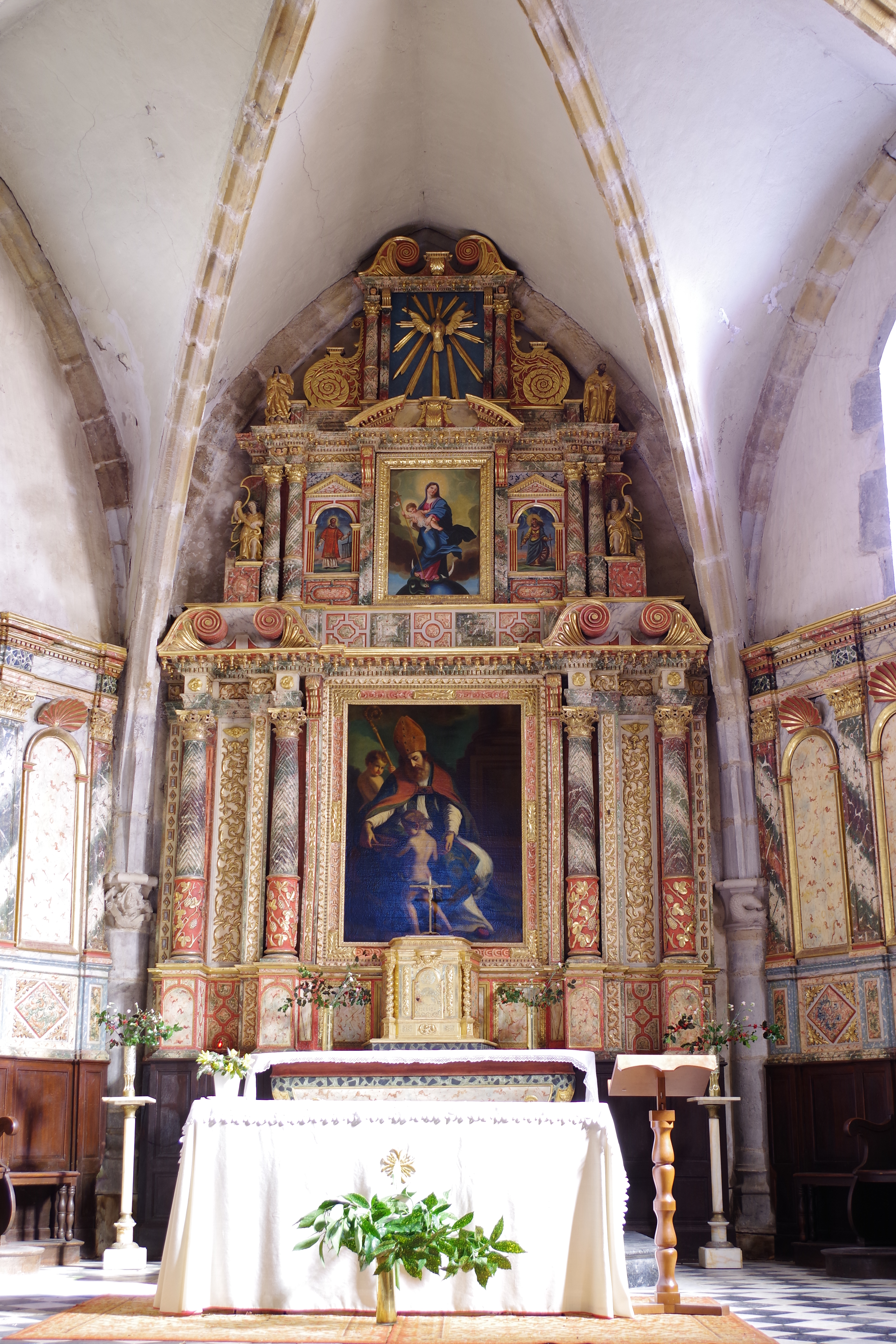
Retable du XVIIIe
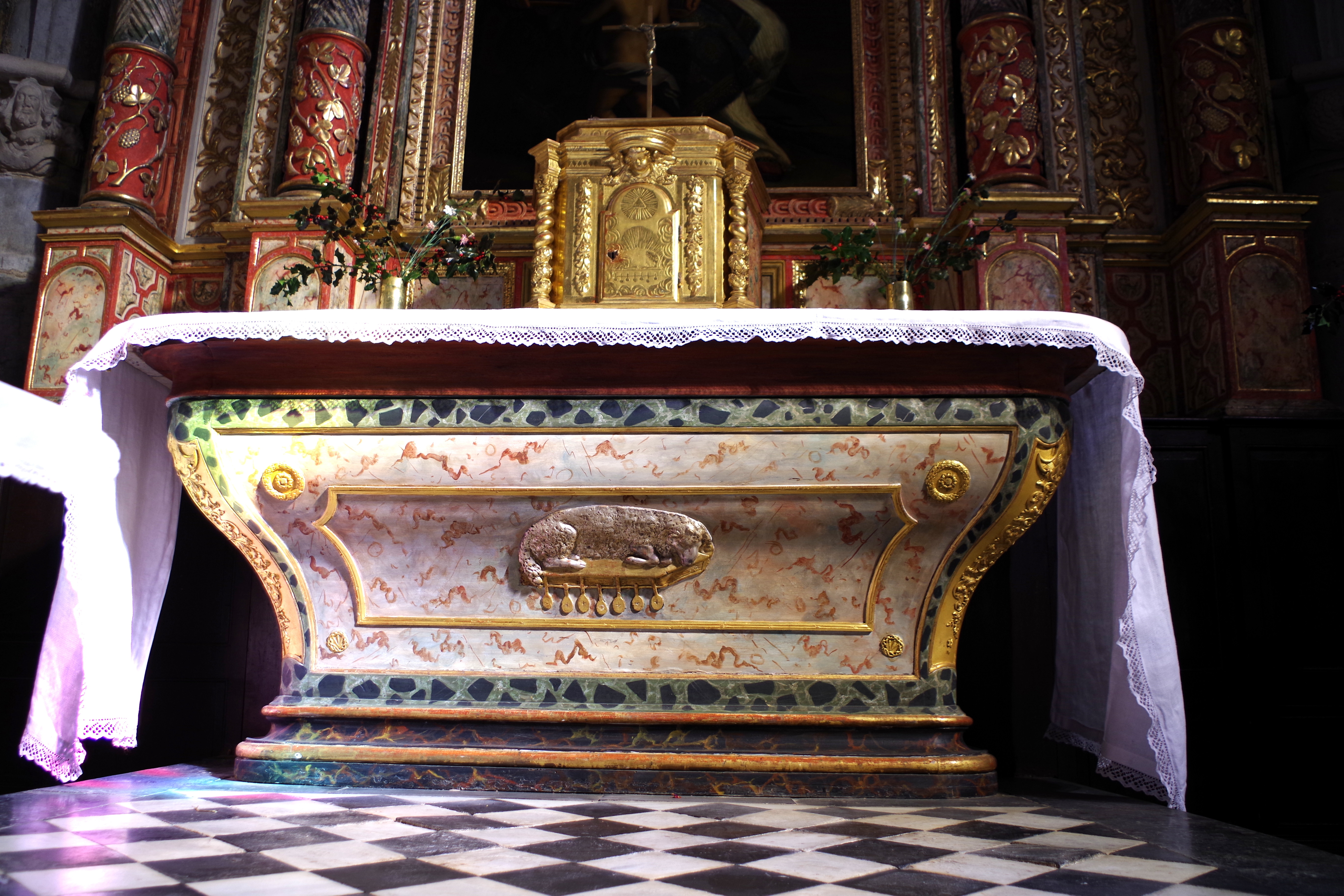
Maître autel
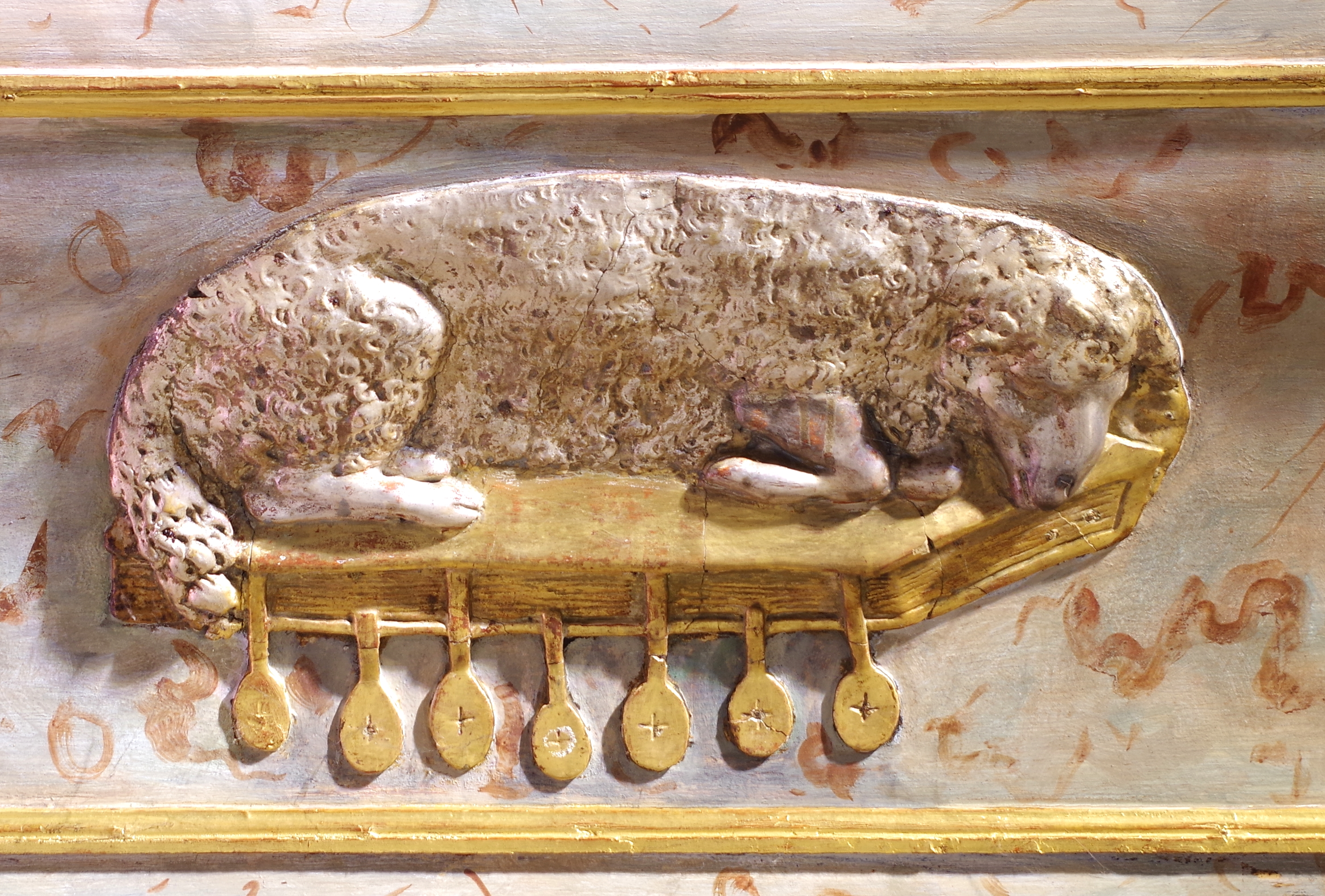
Agneau aux sept sceaux
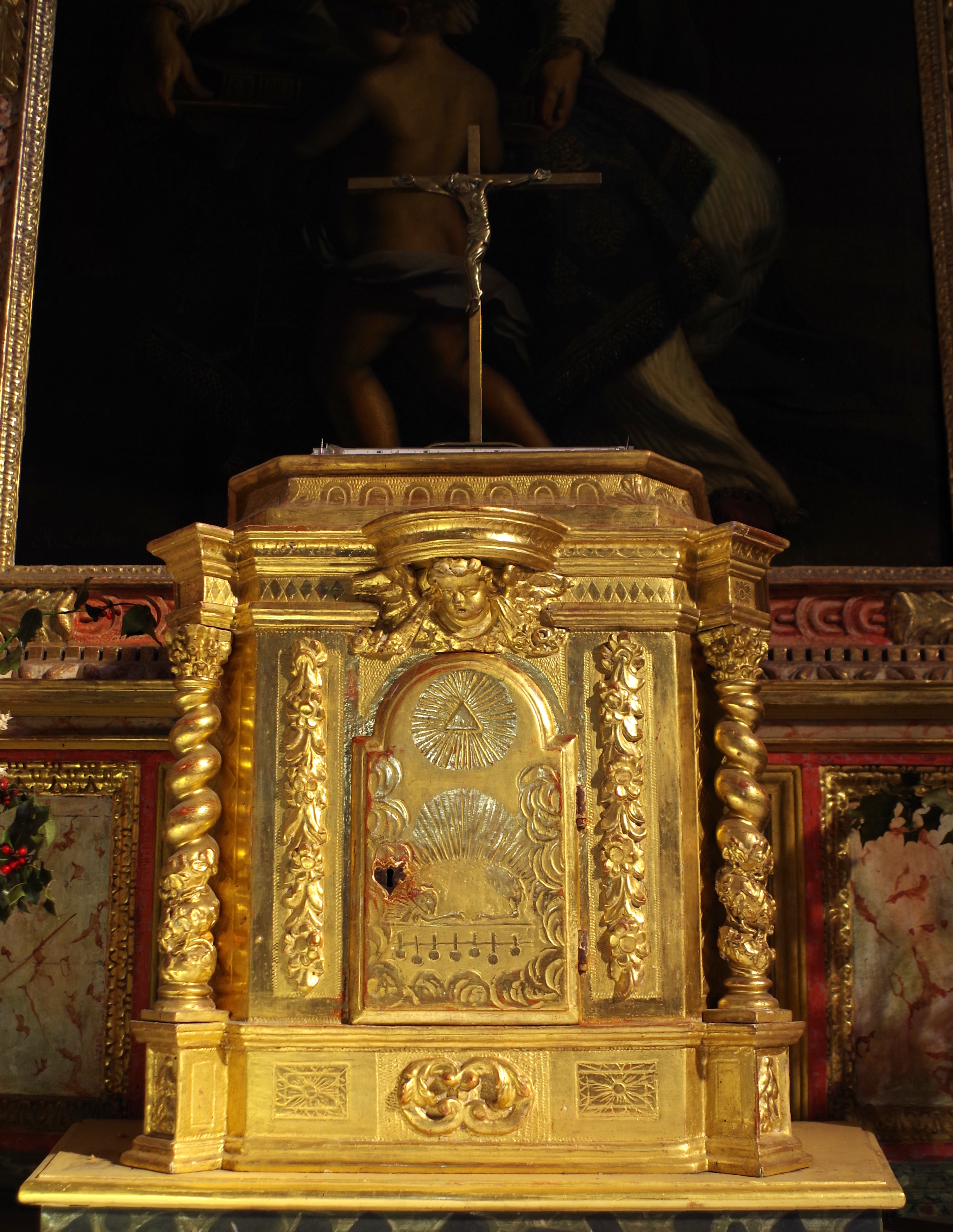
Tabernacle
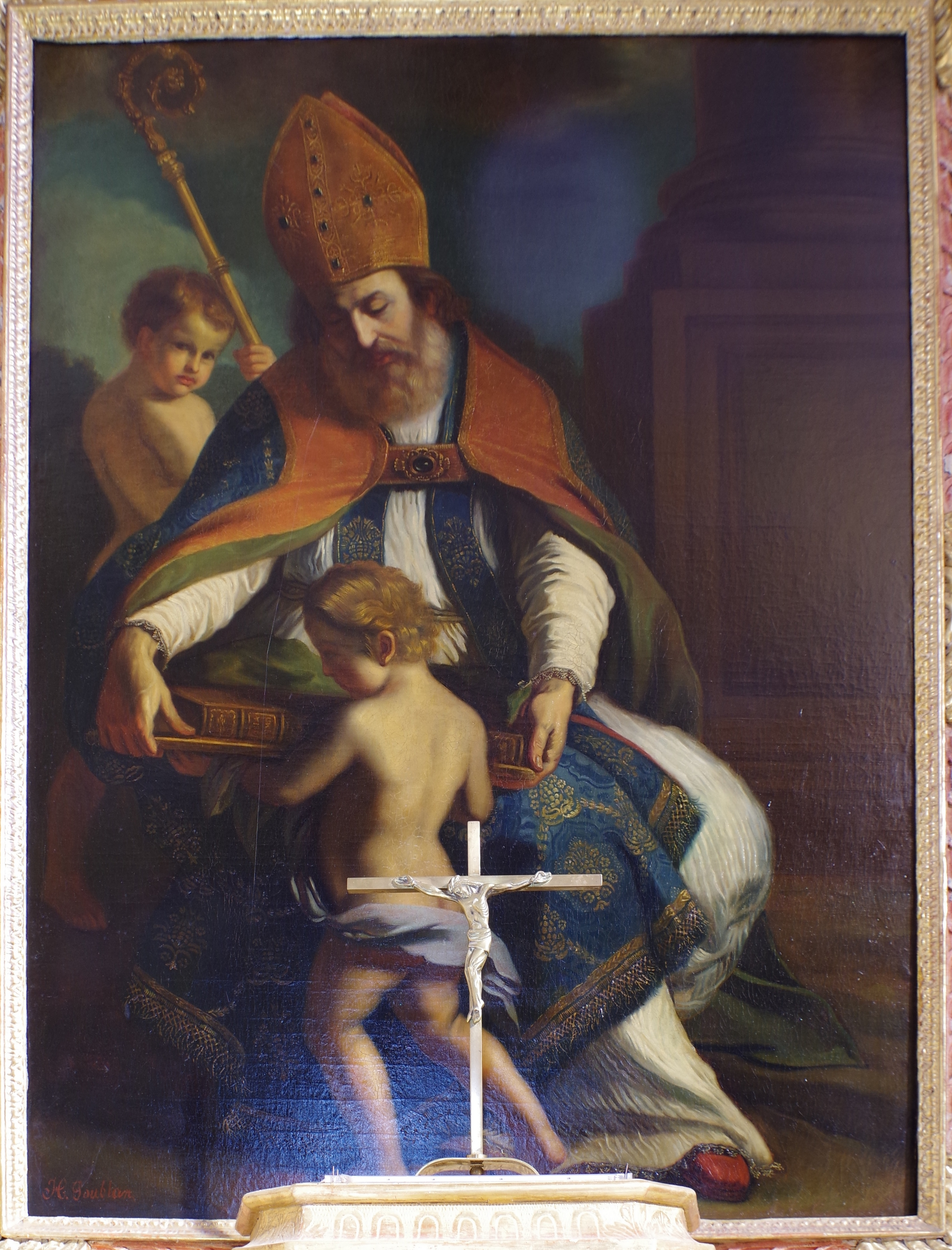
Tableau d'autel
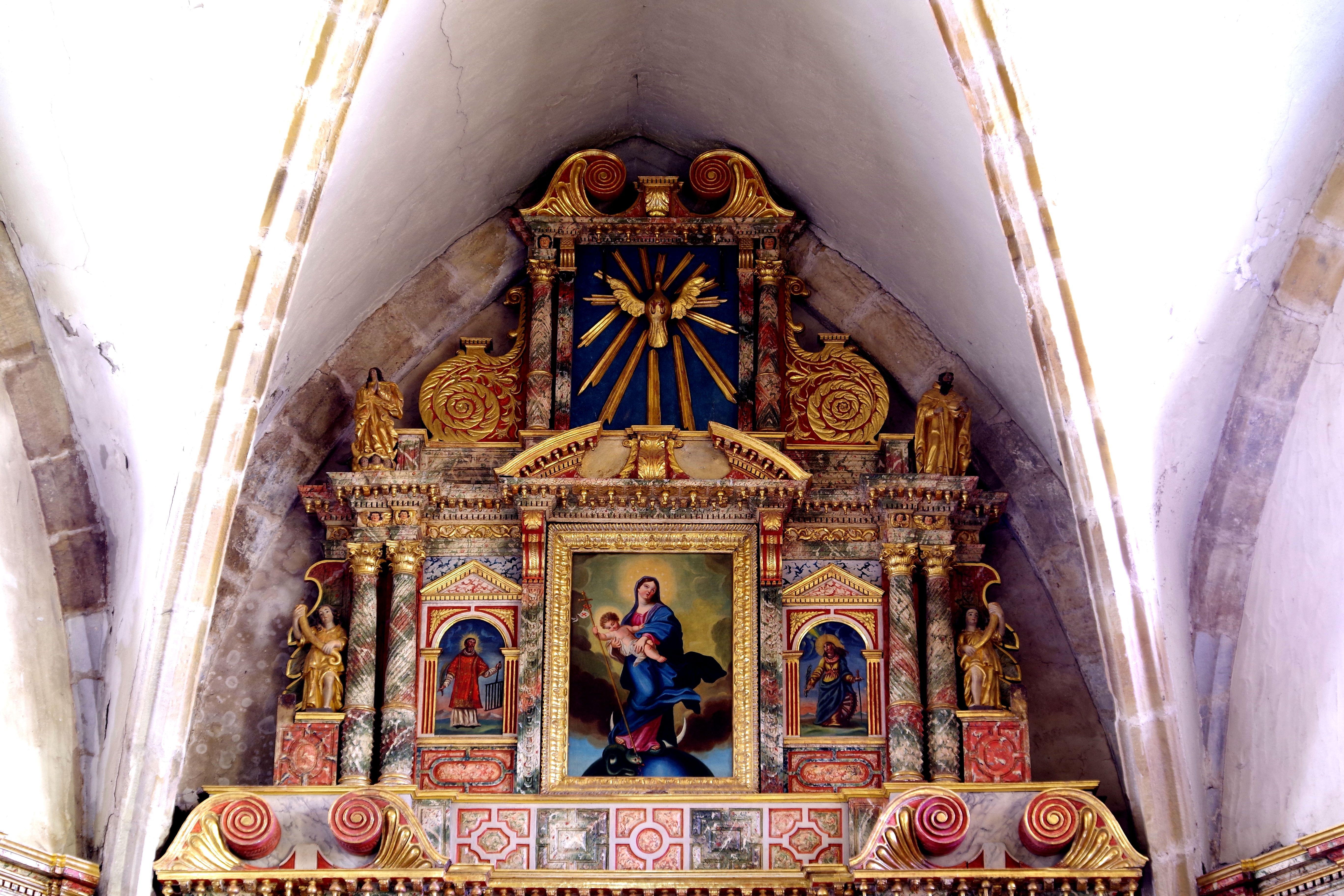
2ème et troisième niveaux du retable
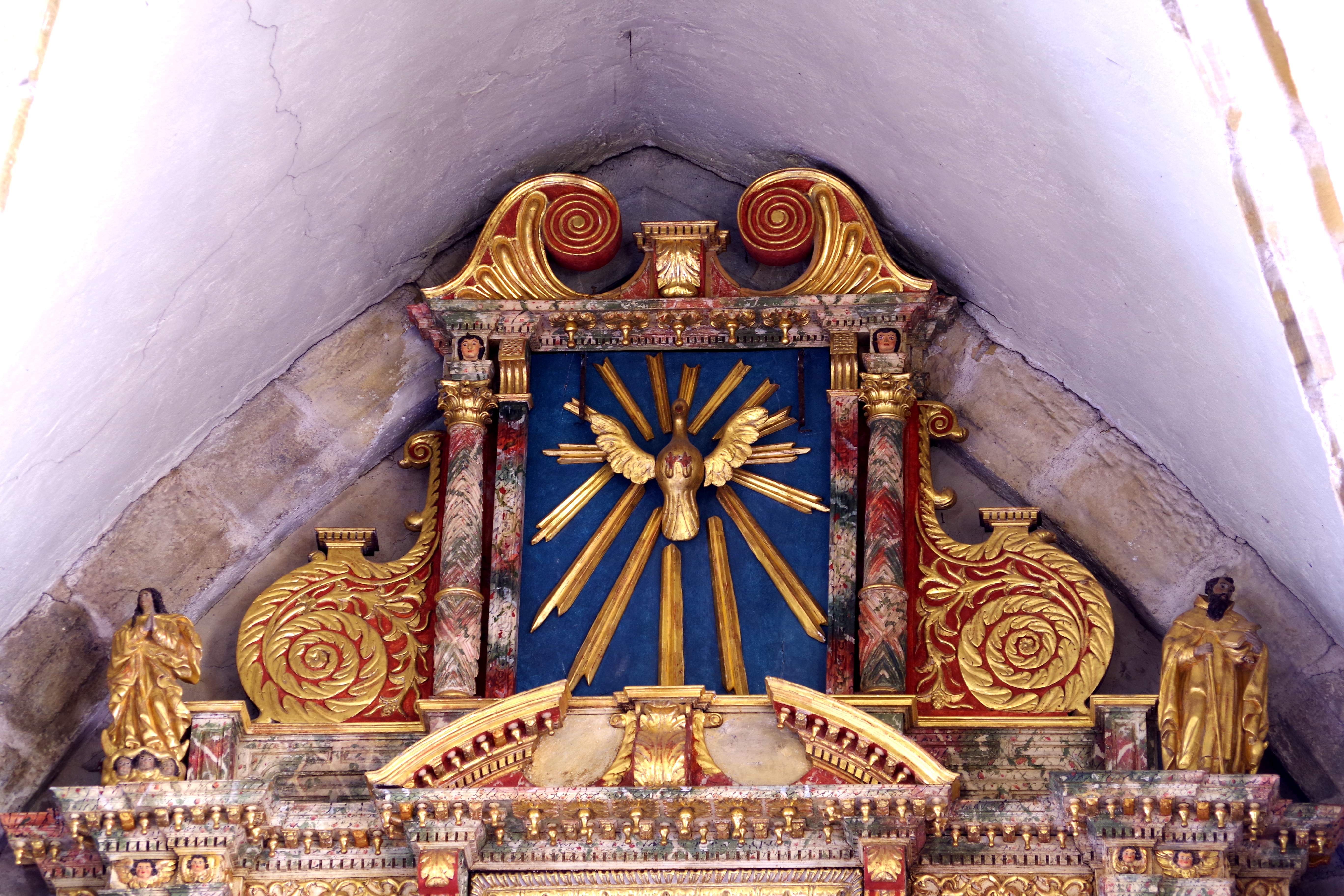
Troisième niveau du retable

- le maître-autel du XVIIIe siècle est de type autel-tombeau, il comporte une représentation de l'agneau aux sept sceaux (représentation tirée de l'Apocalypse de Jean)
- le tabernacle du XVIIIe siècle reprend cette même représentation de l'agneau aux sept sceaux, elle est encadrée de deux colonnettes torses ornées de pampres de vigne
- des chandeliers en tilleul
- l'ensemble du retable est du XVIIIe siècle, il est constitué de bois de tilleul peint et doré, il a été restauré en 2001 par les entreprises Férignac (menuiserie), Dufon (polychromie, dorure, dorure à l'eau sur les chandeliers) et l'atelier Albers-d'Assay (toiles, mises sur châssis)
  - au premier niveau, un tableau d'autel du XVIIIe siècle représente saint Ambroise selon le Ministère de la Culture, or ce tableau peint par H. Poublan (ou Goublan) est une copie partielle d'un tableau du Guerchin intitulé "(La Vierge à l'Enfant avec quatre saints). Dans le tableau du Guerchin, le même personnage représente saint Géminien et non saint Ambroise, il présente une ville (Modène) et non un livre comme sur ce tableau[78]. 4 colonnes torses entourent le tableau, elles sont ornées de pampres de vignes à leur base, elles supportent une corniche surmontée de volutes
  - au deuxième niveau, trois tableaux sont encadrés de chaque côté par 2 colonnes torses et un ange portant une corne d'abondance. À gauche, une toile représente saint Laurent portant son attribut de martyr, le gril. La toile du centre représente une vierge à l'enfant en femme de l'apocalypse, elle est couronnée de douze étoiles, debout sur un croissant de lune, Jésus transperce la tête du serpent symbolisant Satan, évocation de Marie, deuxième Eve, écrasant le serpent à l'origine du péché originel commis par la première Eve. A droite, la toile représente Sainte-Catherine accompagné de l'instrument de son martyre, la roue.
  - au troisième niveau, la colombe du Saint-Esprit sur un fronton sculpté est entourée de la Vierge à gauche (elle est posée sur un croissant de lune) et de saint Antoine (?) à droite. Dans ce dernier niveau, deux colonnes torses supportent une corniche ornée de volutes.
- un bas-relief en bois peint et doré du XVIIe siècle[79] représentant le baptême du Christ (reprise d'une toile de Murillo conservée au Staatiche Museen de Berlin). Le cadre du bas-relief est orné de godrons et surmonté de deux têtes d'anges
- une chaire à prêcher du premier quart du  XVIIe siècle[80], un atlante soutient la chaire constituée de panneaux décorés de 4 évangélistes accompagnés de leur symbole respectif (la chaire a été restaurée en 2001 par l'entreprise Dufon)

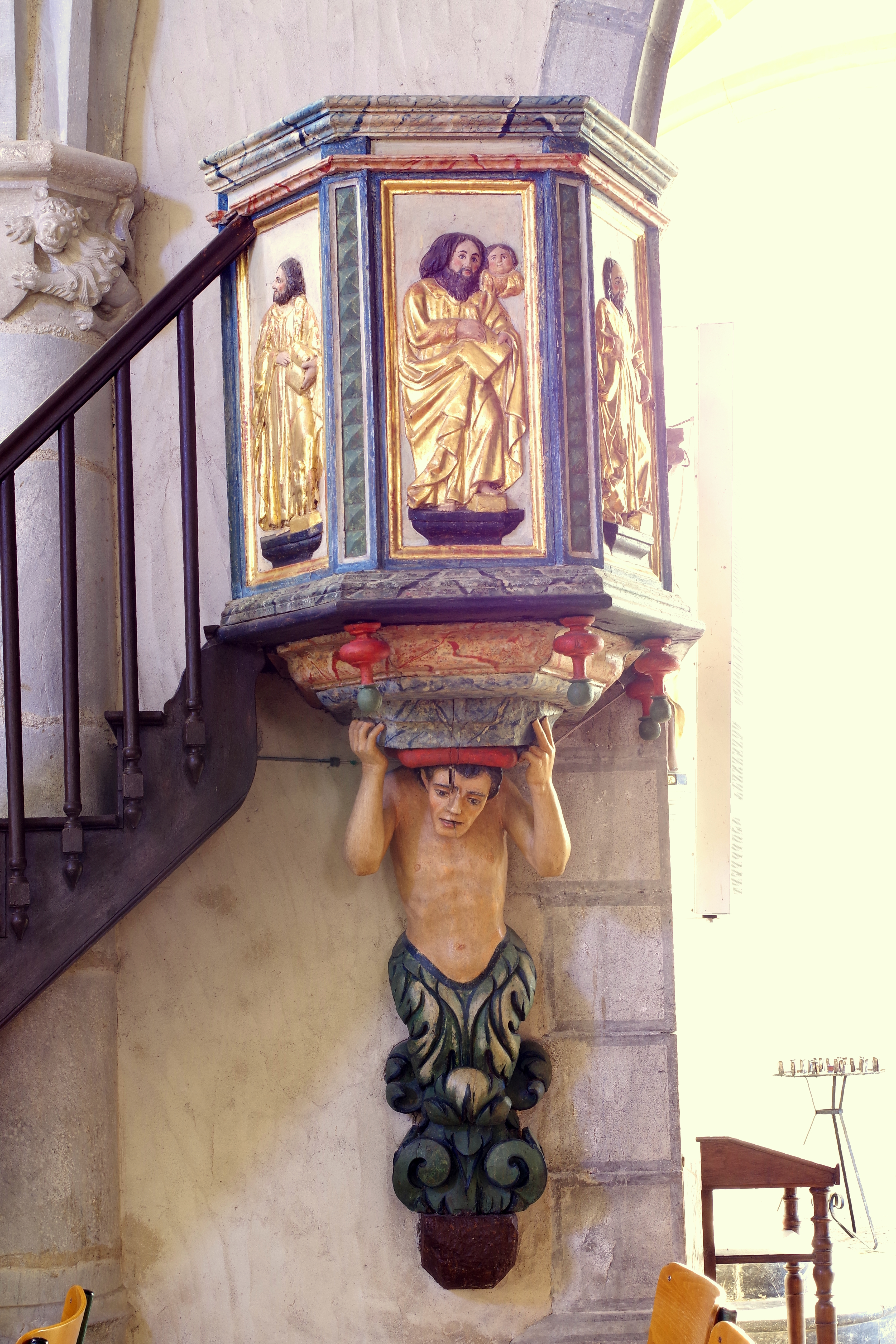
Chaire du XVIIe
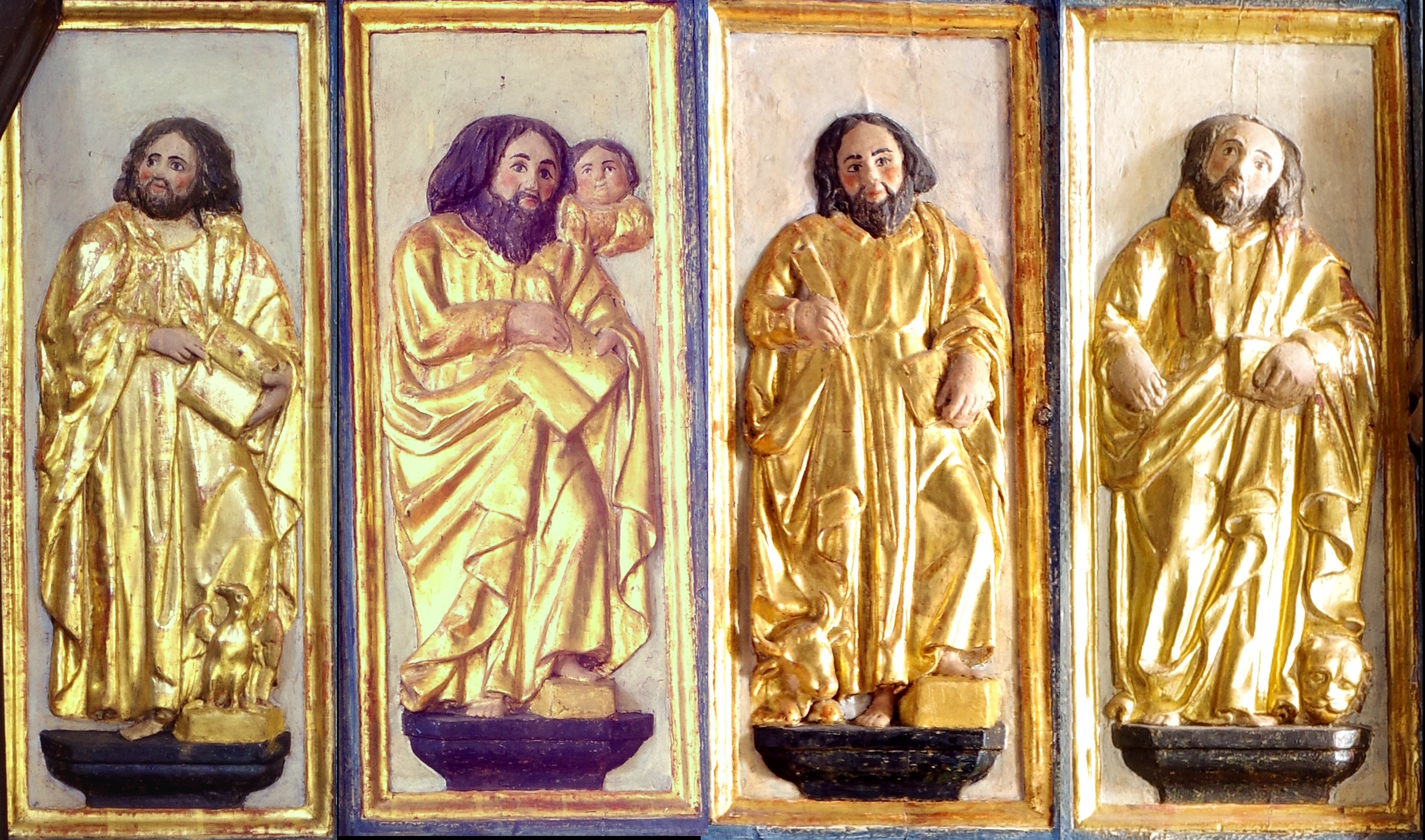
Les 4 évangélistes de la chaire
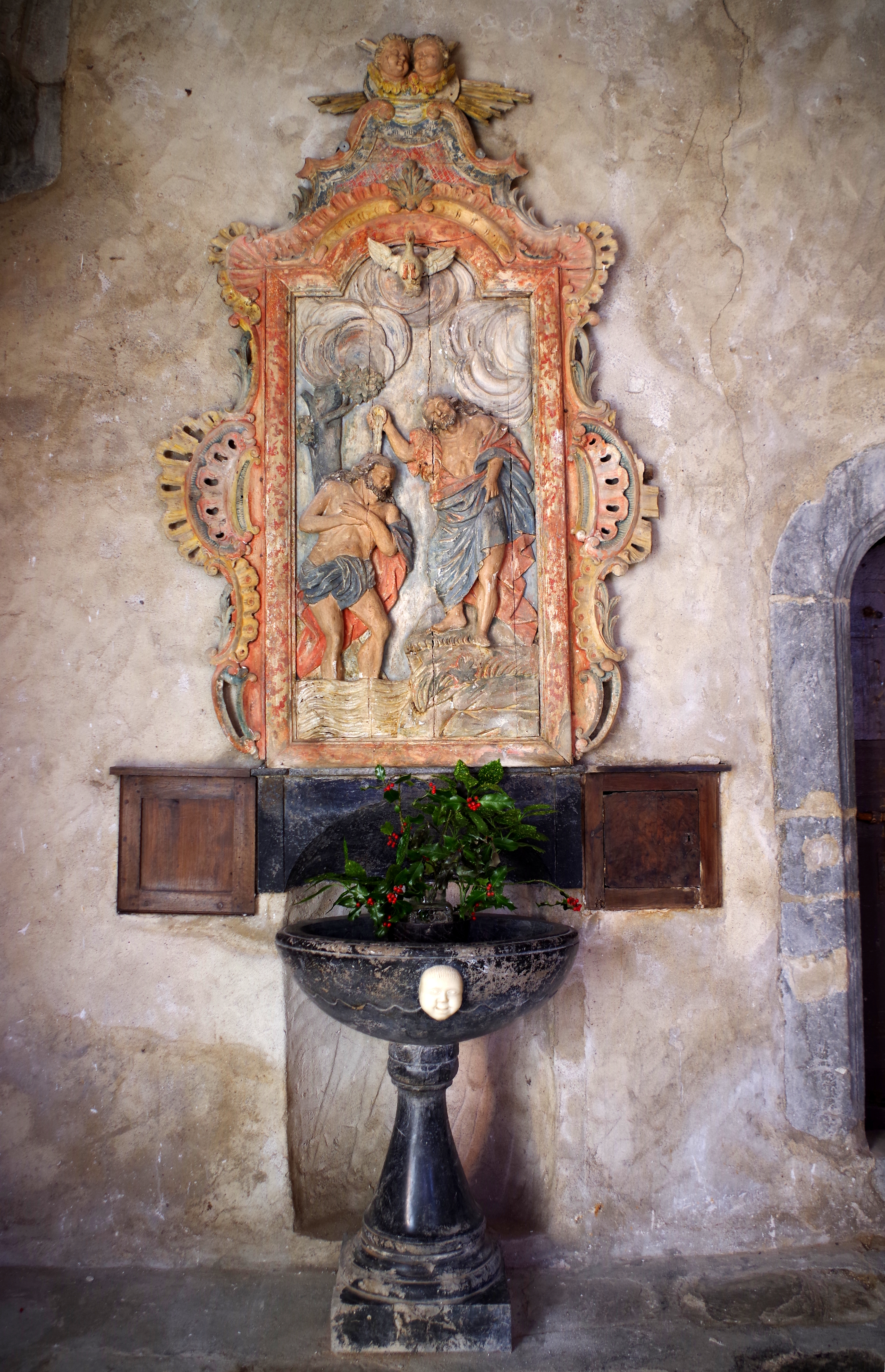
Le baptême du Christ par saint Jean-Baptiste

La nef du XVIe siècle est couverte d'une voute arcades brisées supportées par des colonnes à chapiteau, chaque chapiteau (probablement du XVIe siècle) est sculpté de différents personnages.

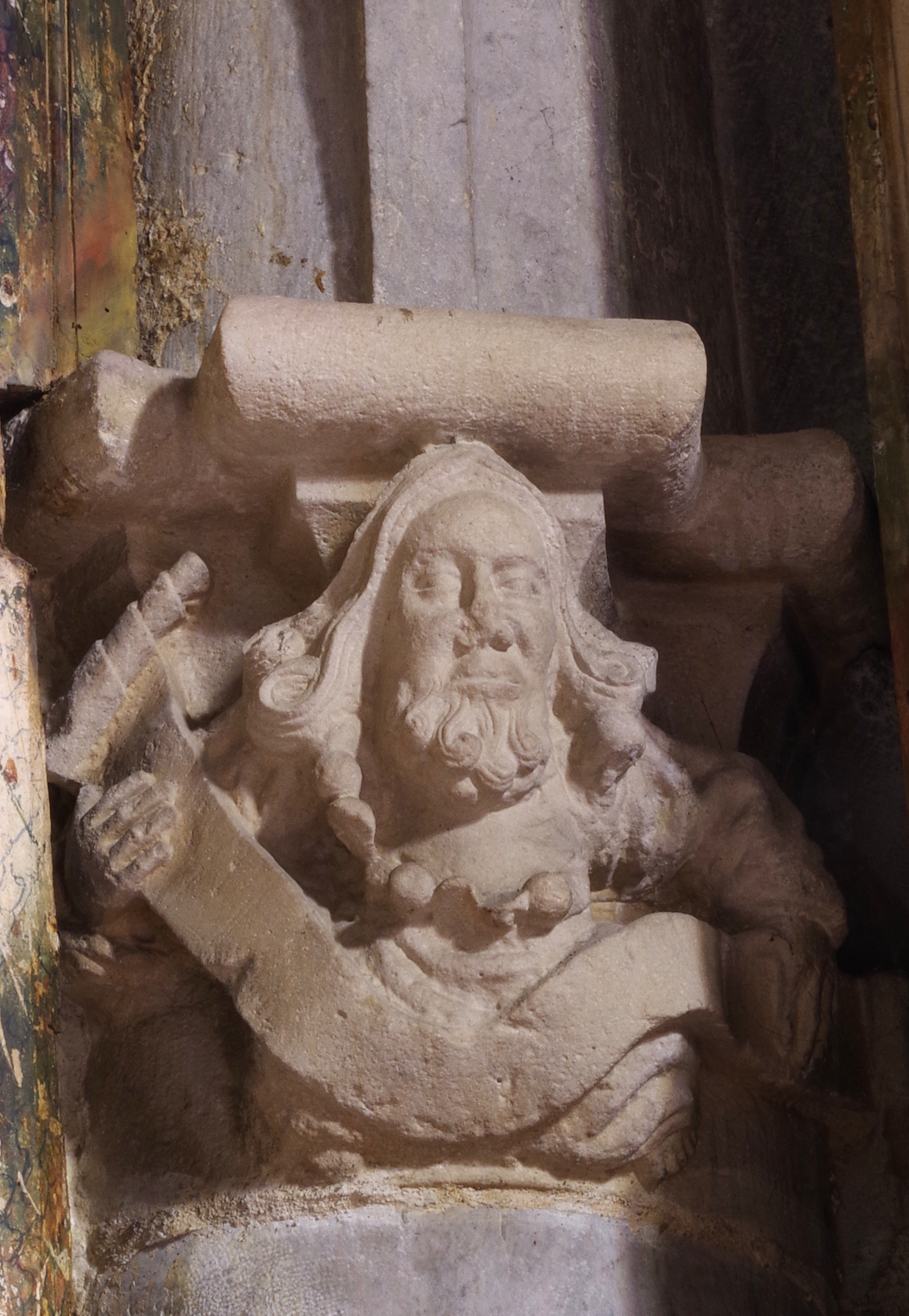
Chœur nord-est
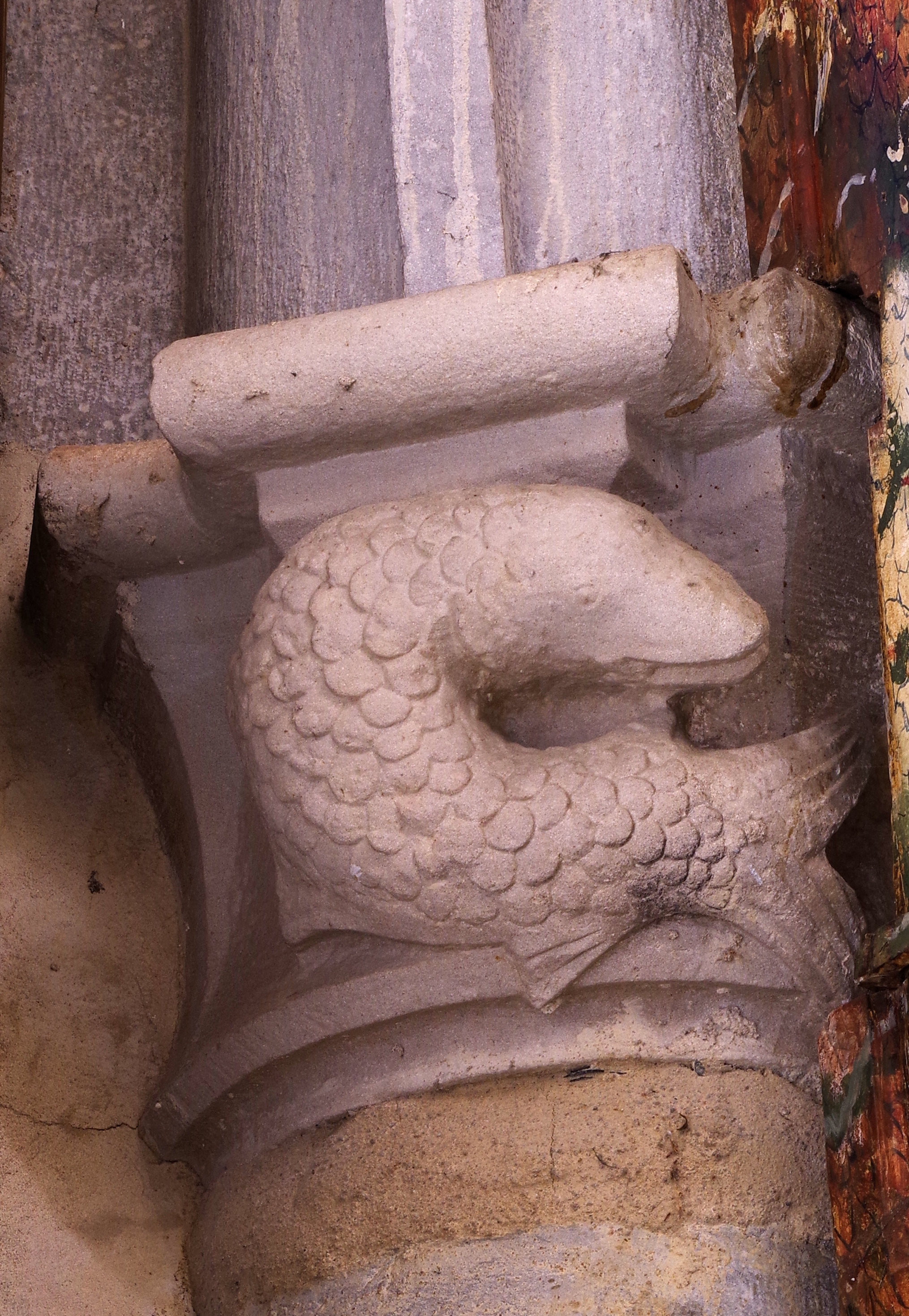
Chœur sud-est
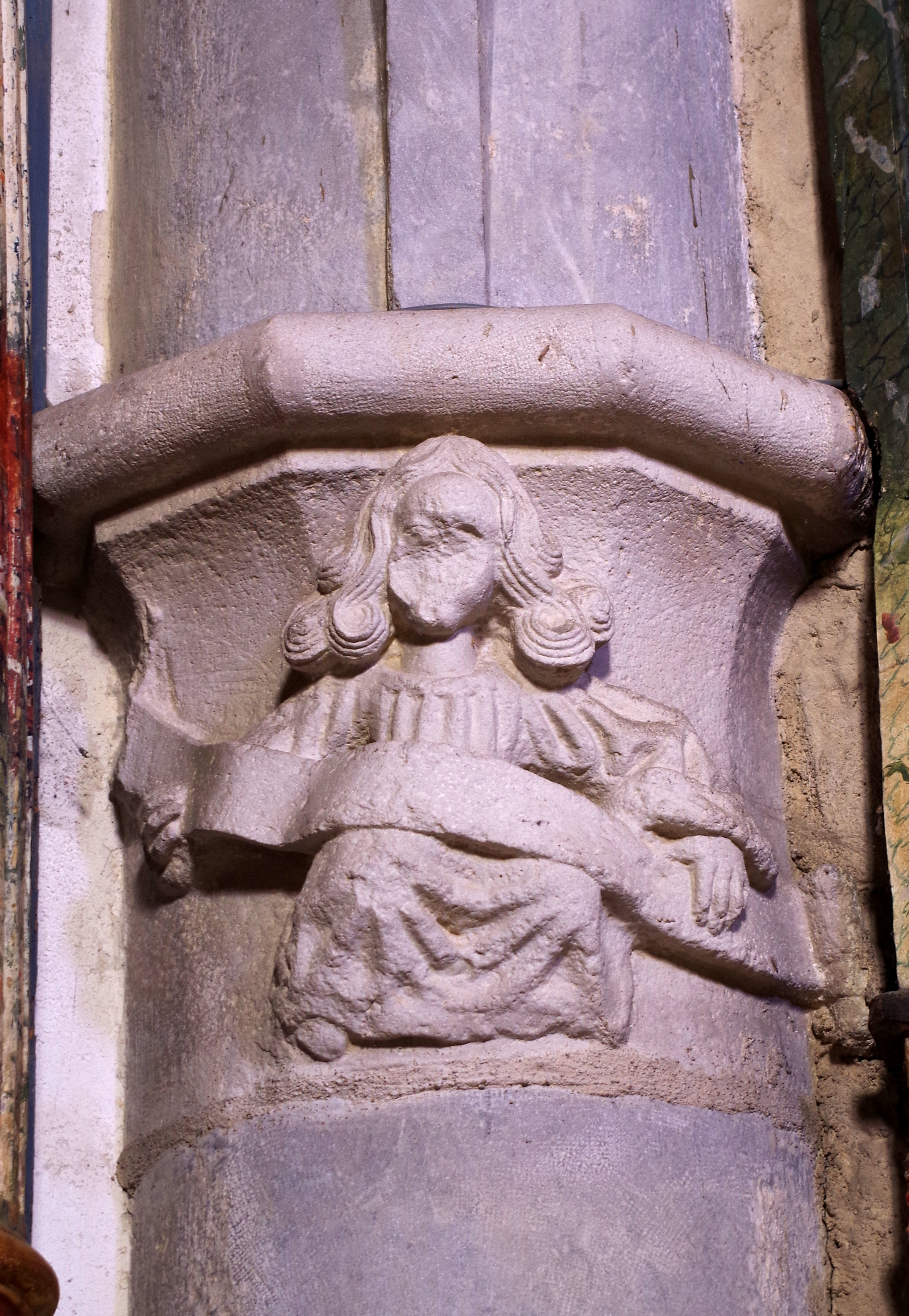
Chœur nord
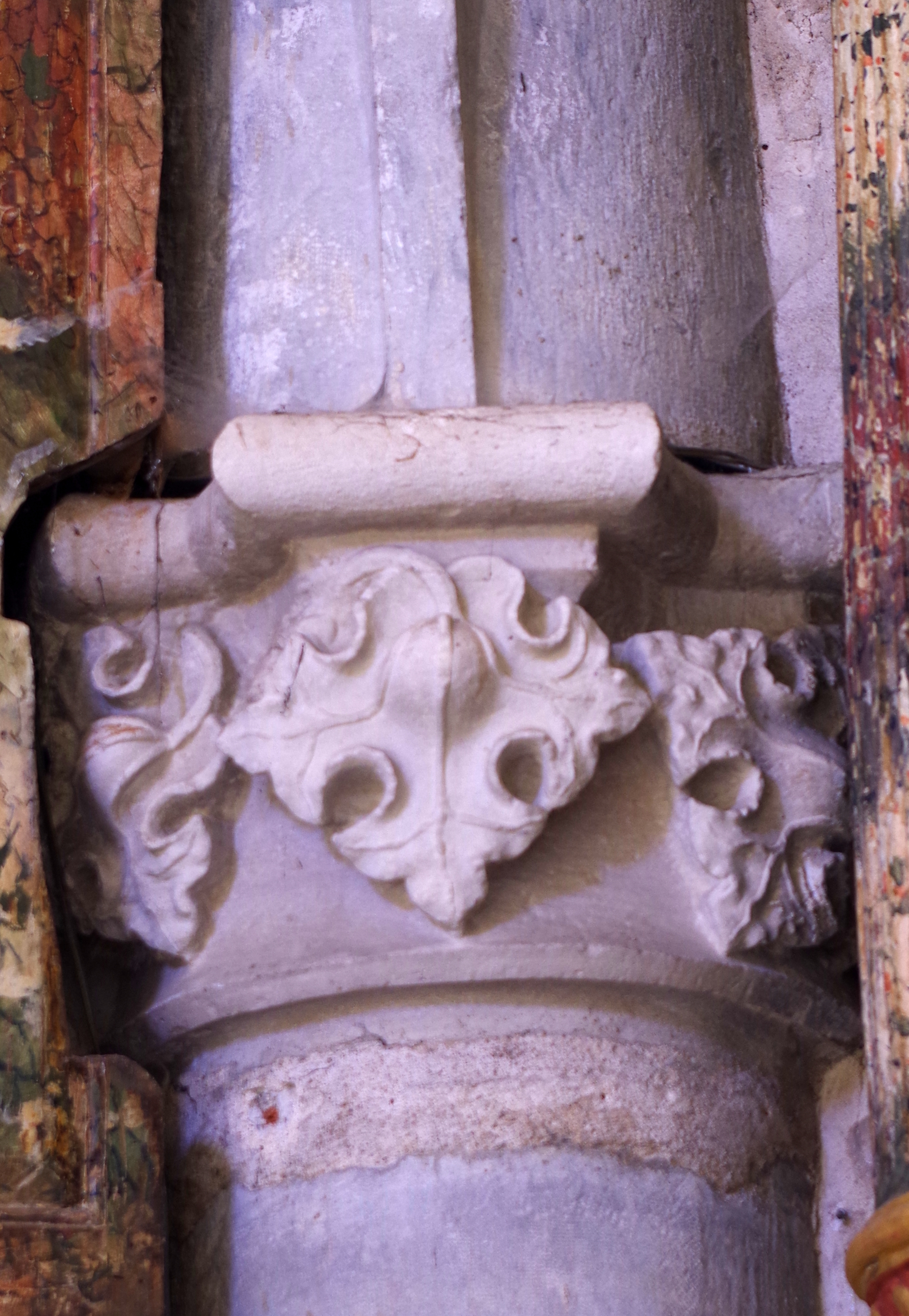
Chœur sud
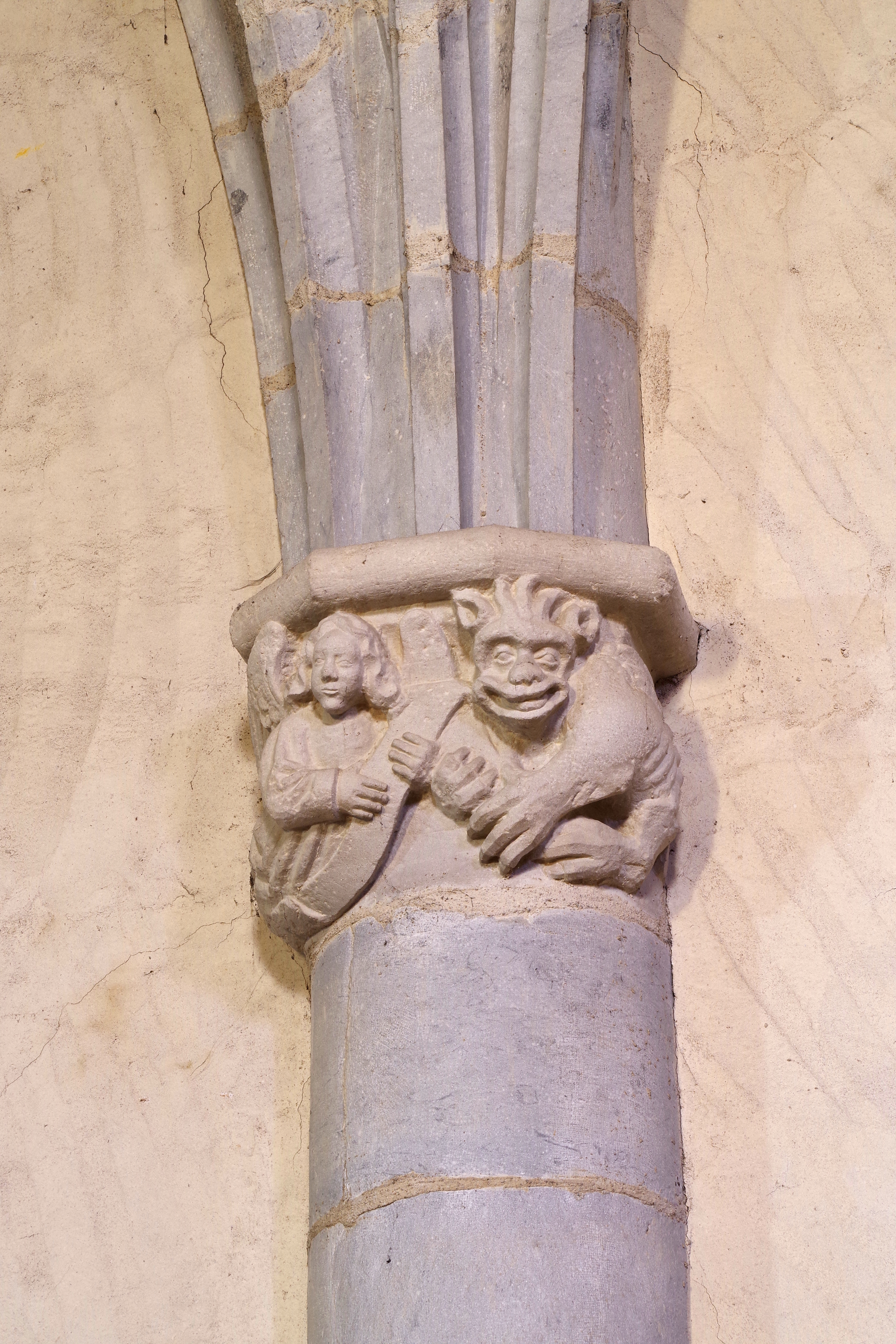
Chœur nord-ouest
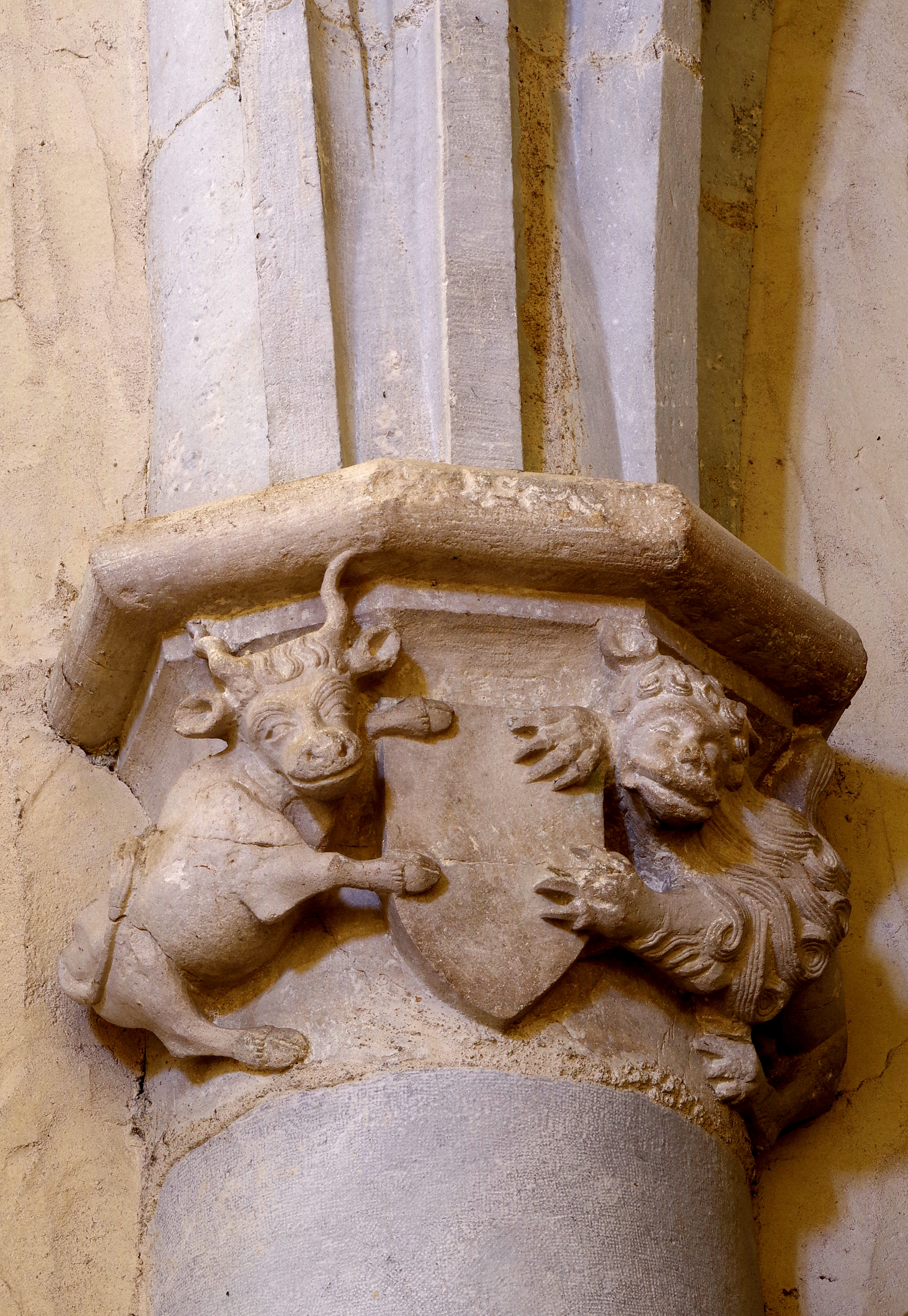
Chœur sud-ouest
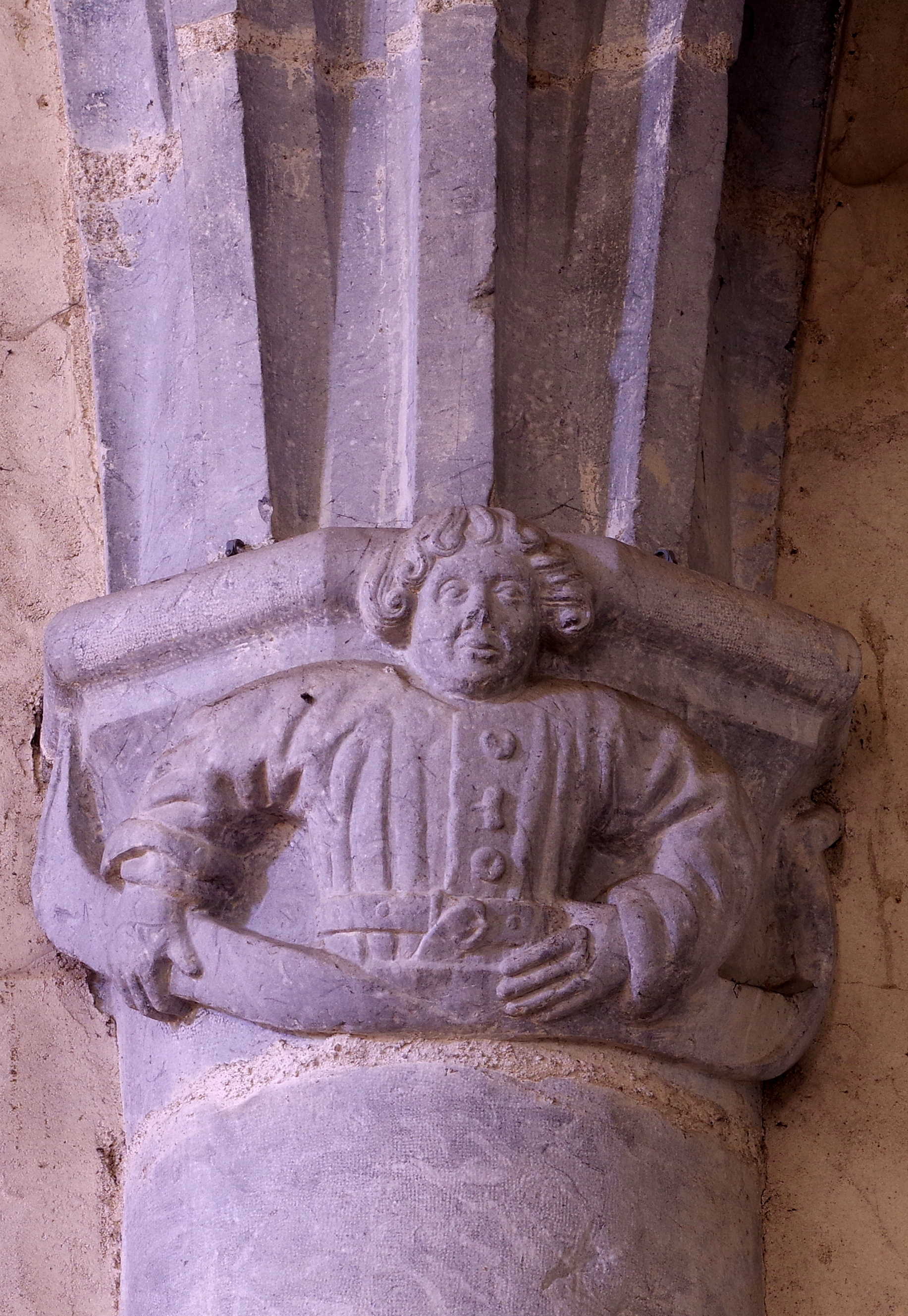
Nef sud
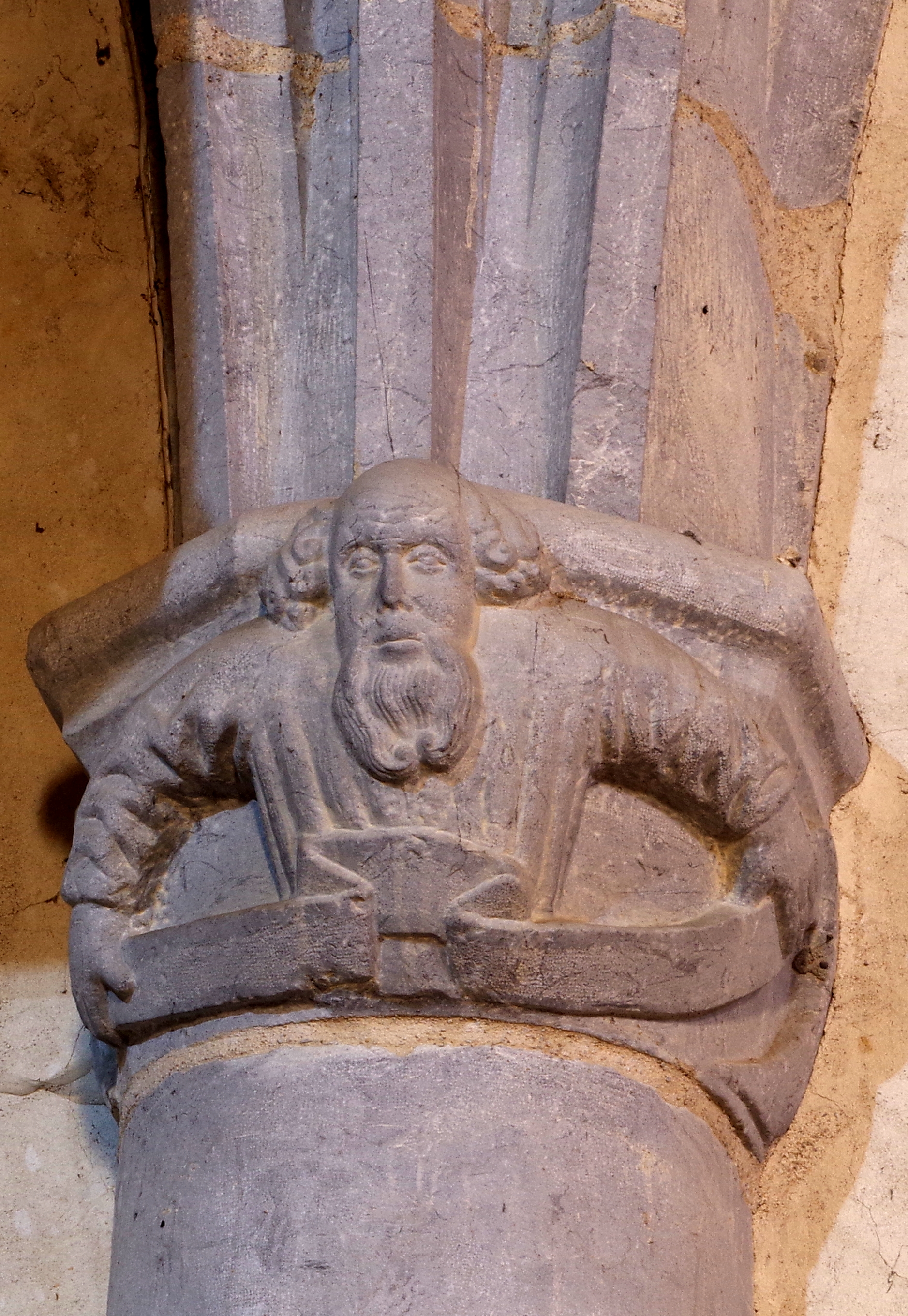
Nef nord

Au centre du chœur et au centre de la nef, deux clefs de voute, l'une représentant saint Martin évêque, l'autre saint Roch, patron des pèlerins, avec son bâton (bourdon), sa cape et son chapelet :

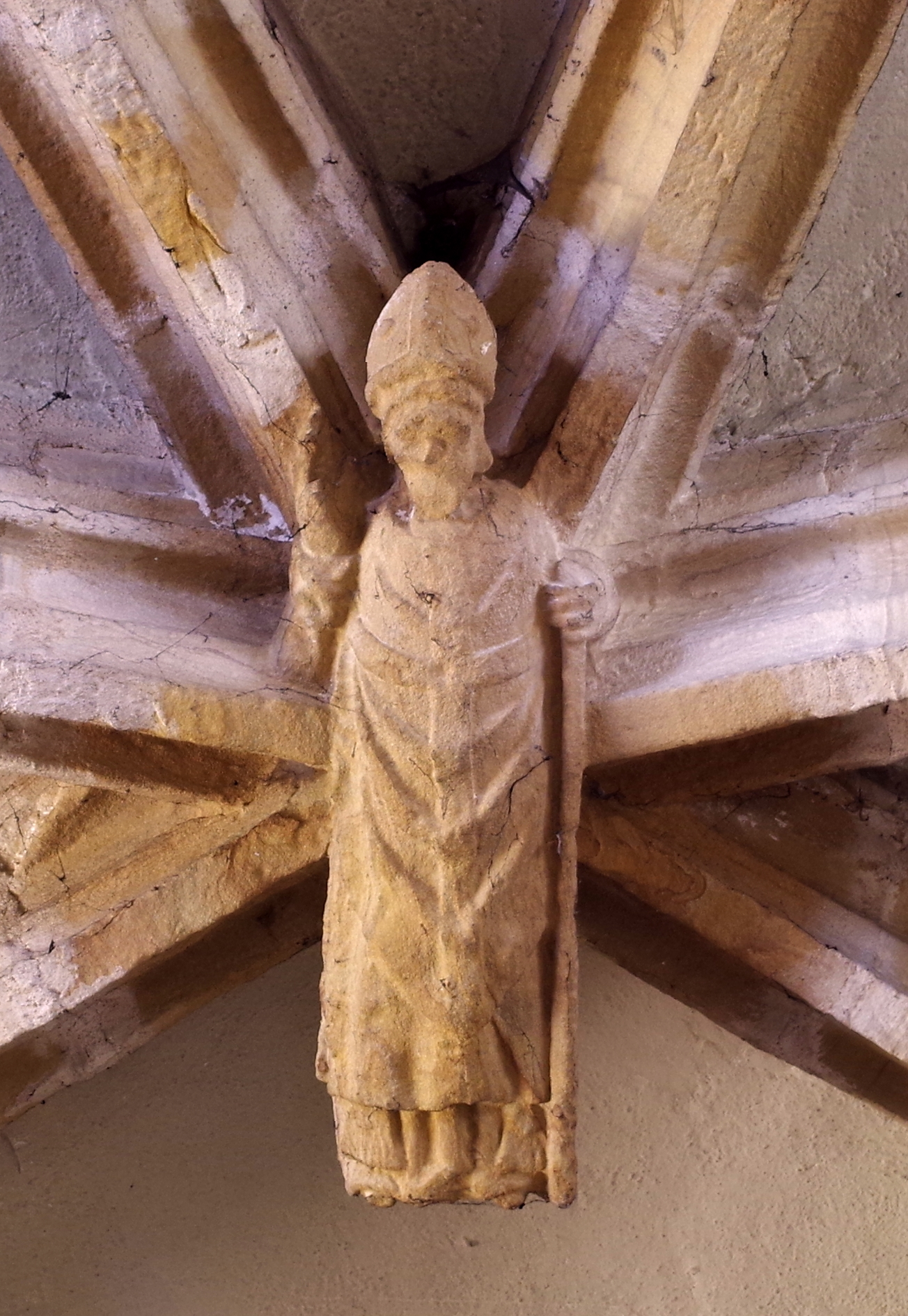
Saint Martin
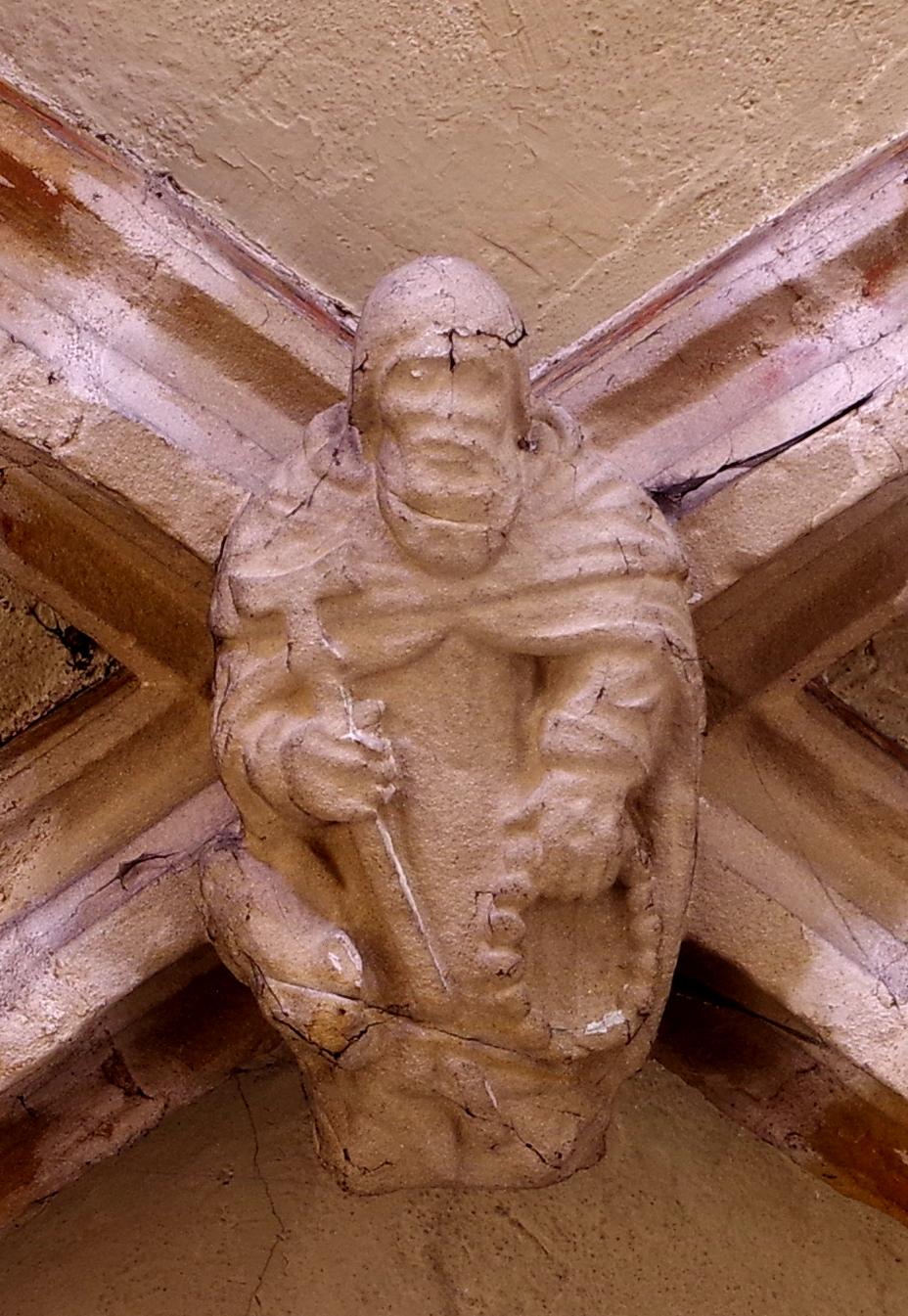
Saint Roch

Les vitraux ont été réalisés, pour la majeure partie d'entre eux par l'atelier Mauméjean de Pau. L'église possède deux vitraux figurés : l'un, le vitrail de saint Joseph est signé "Mauméjean Pau 1866", l'autre représente la vierge Marie avec les attributs de la femme de l'Apocalypse (étoiles, croissant de lune). Les autres vitraux sont décoratifs à motifs géométriques.

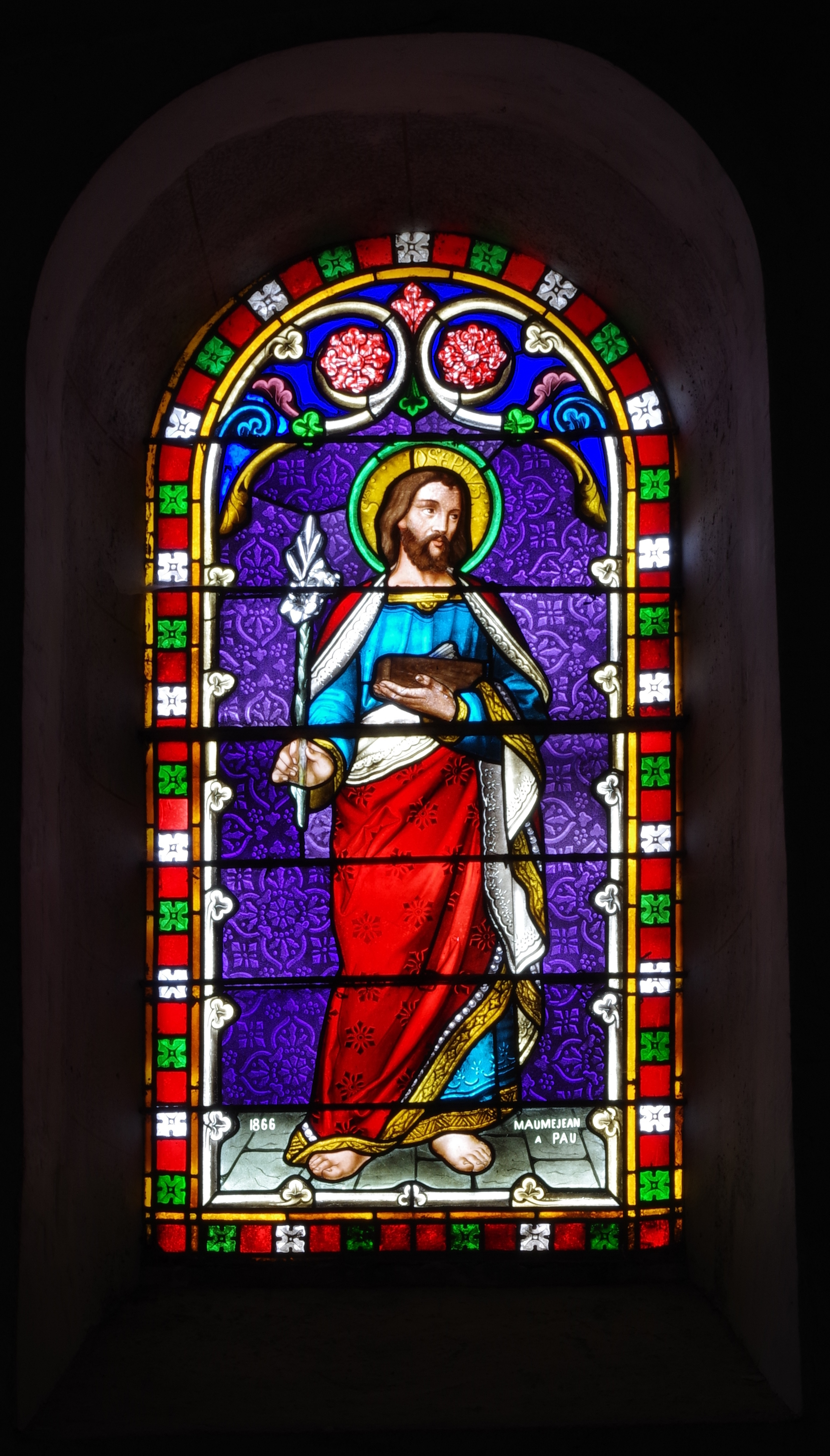
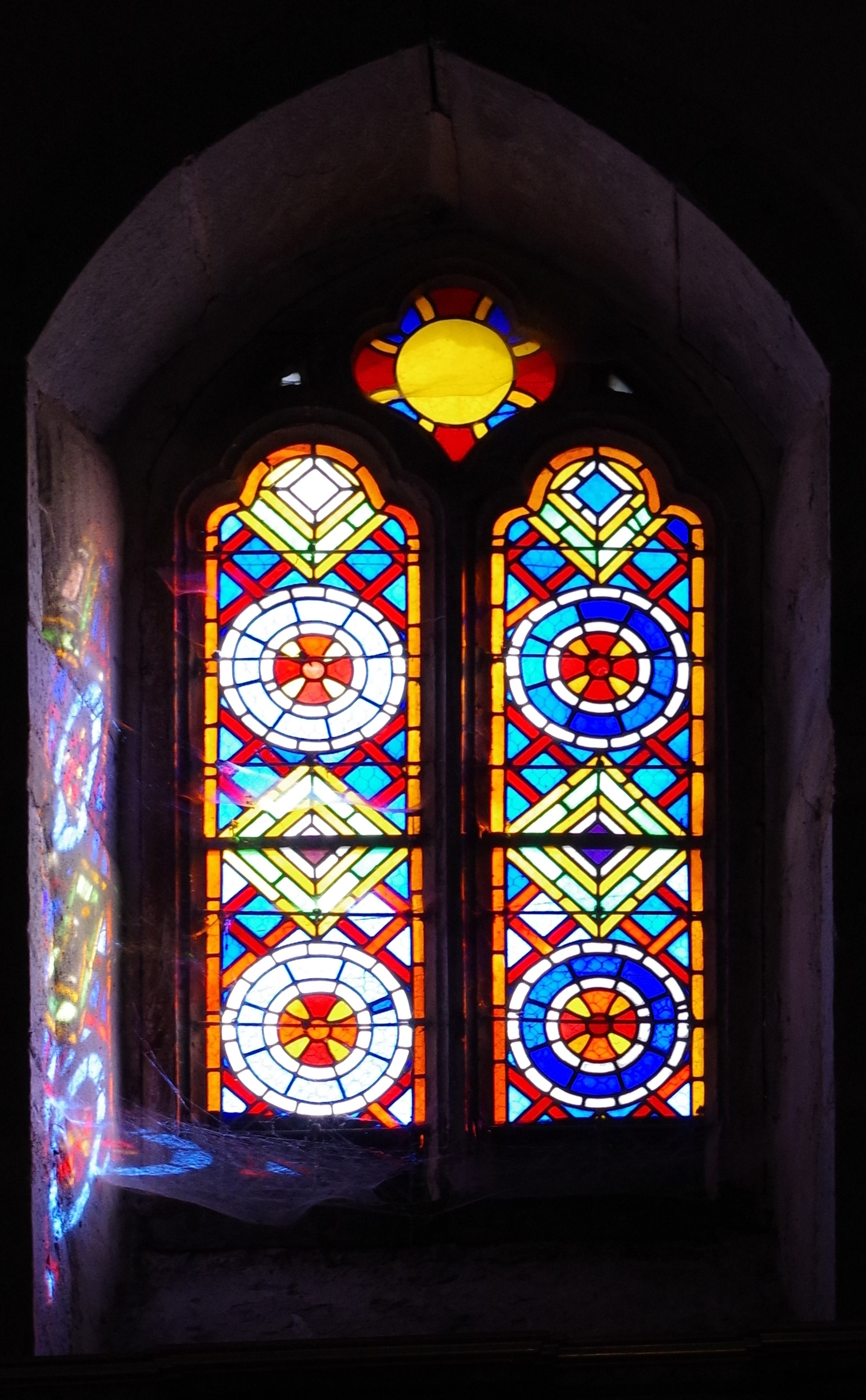
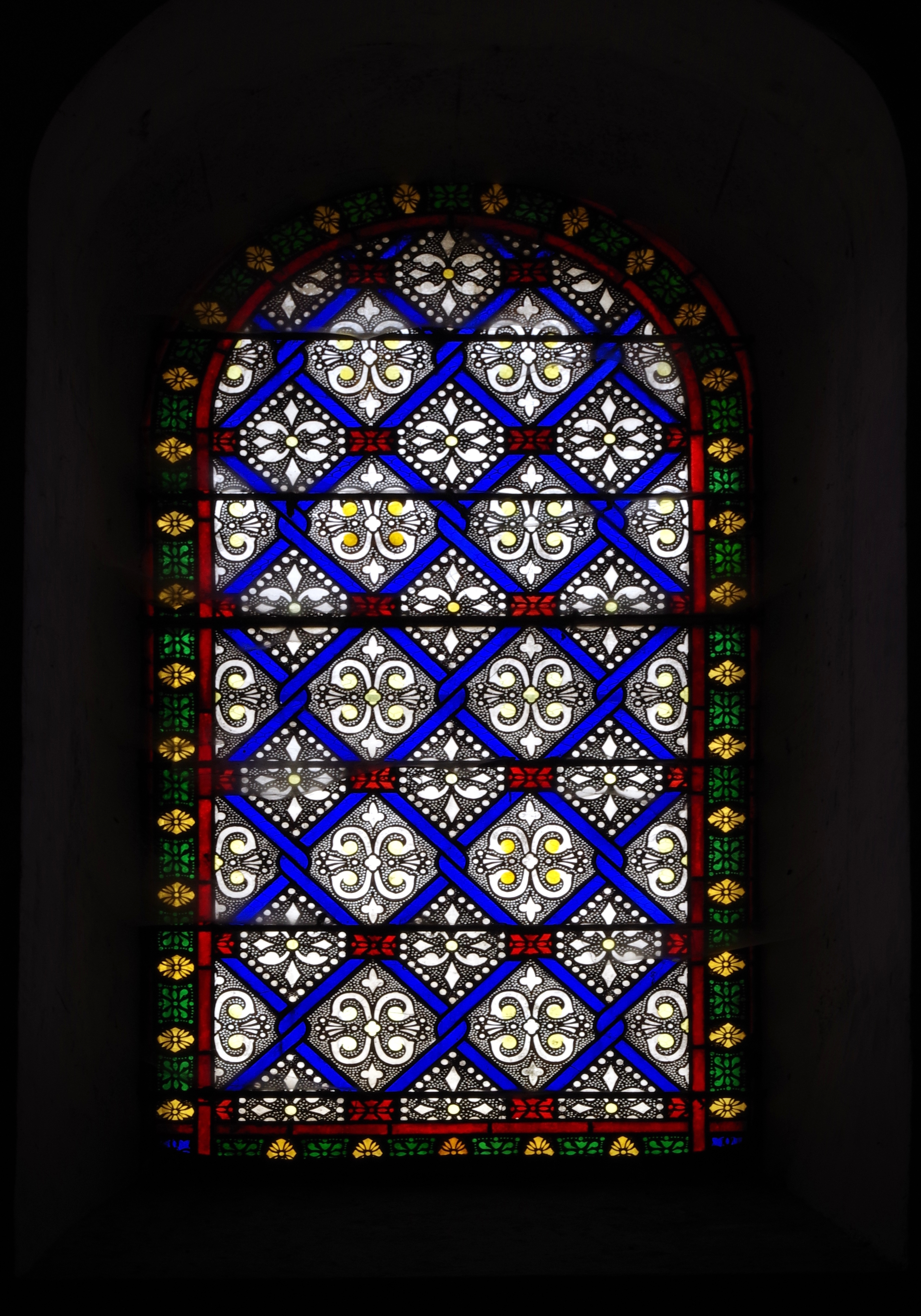
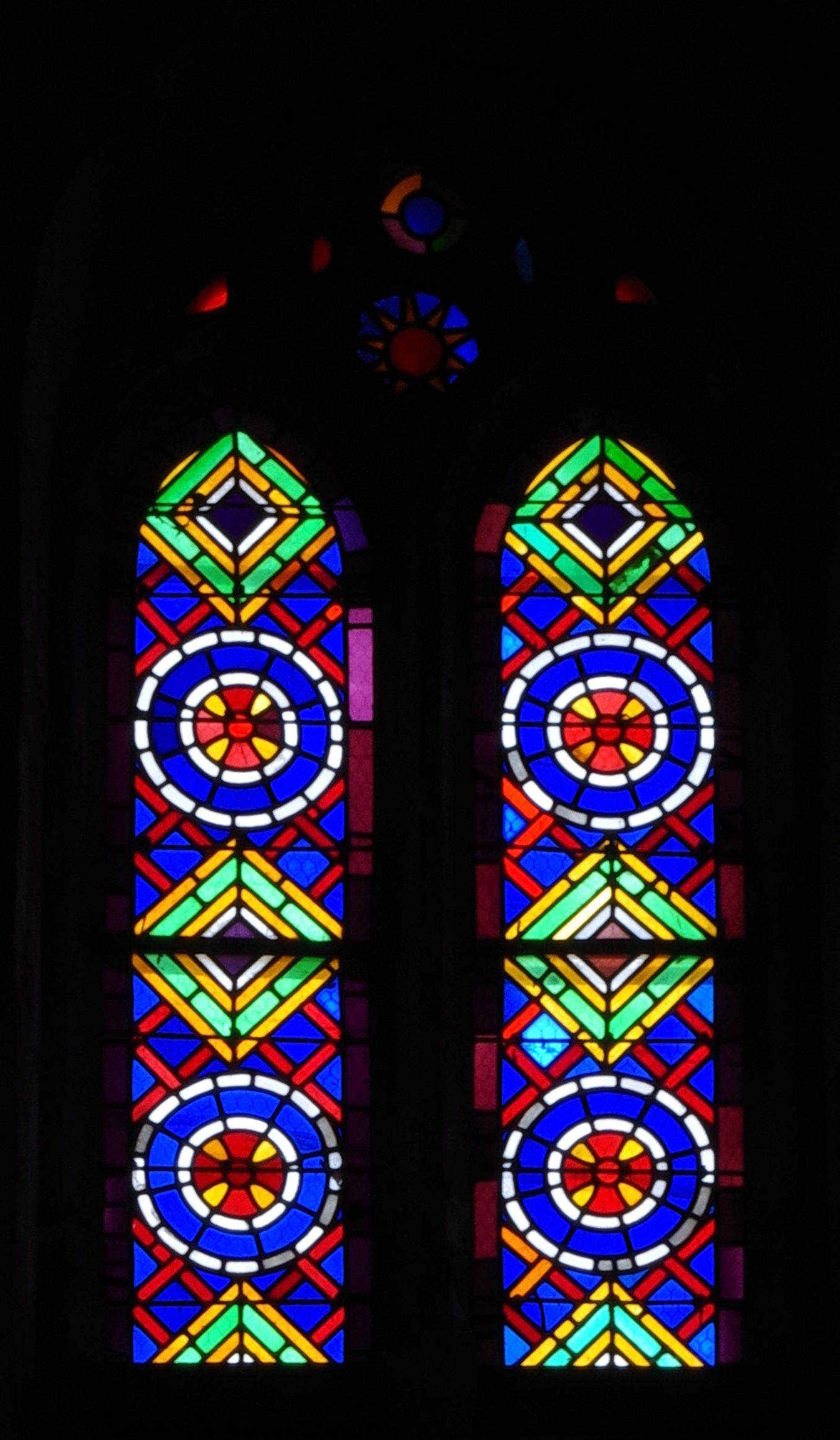
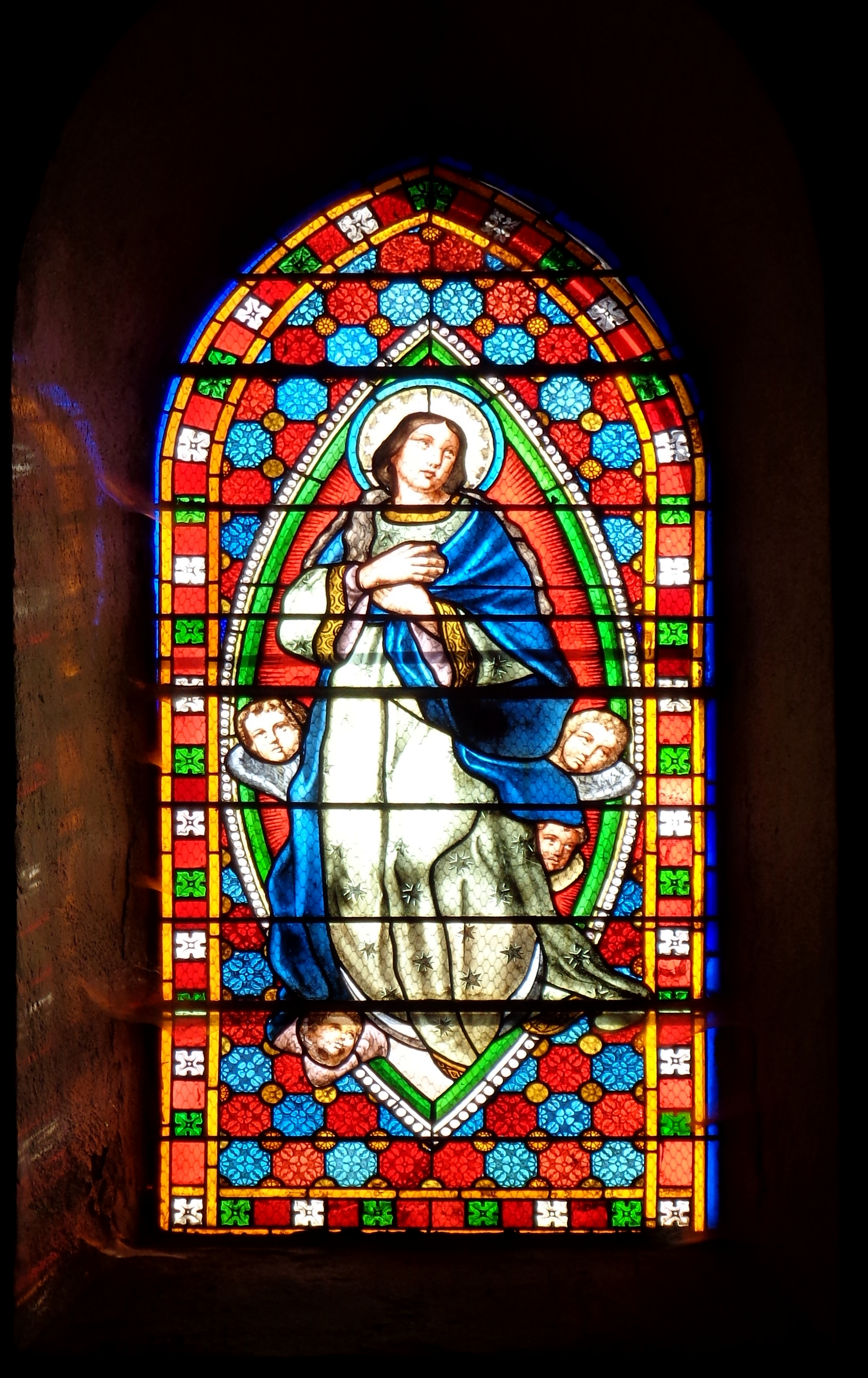
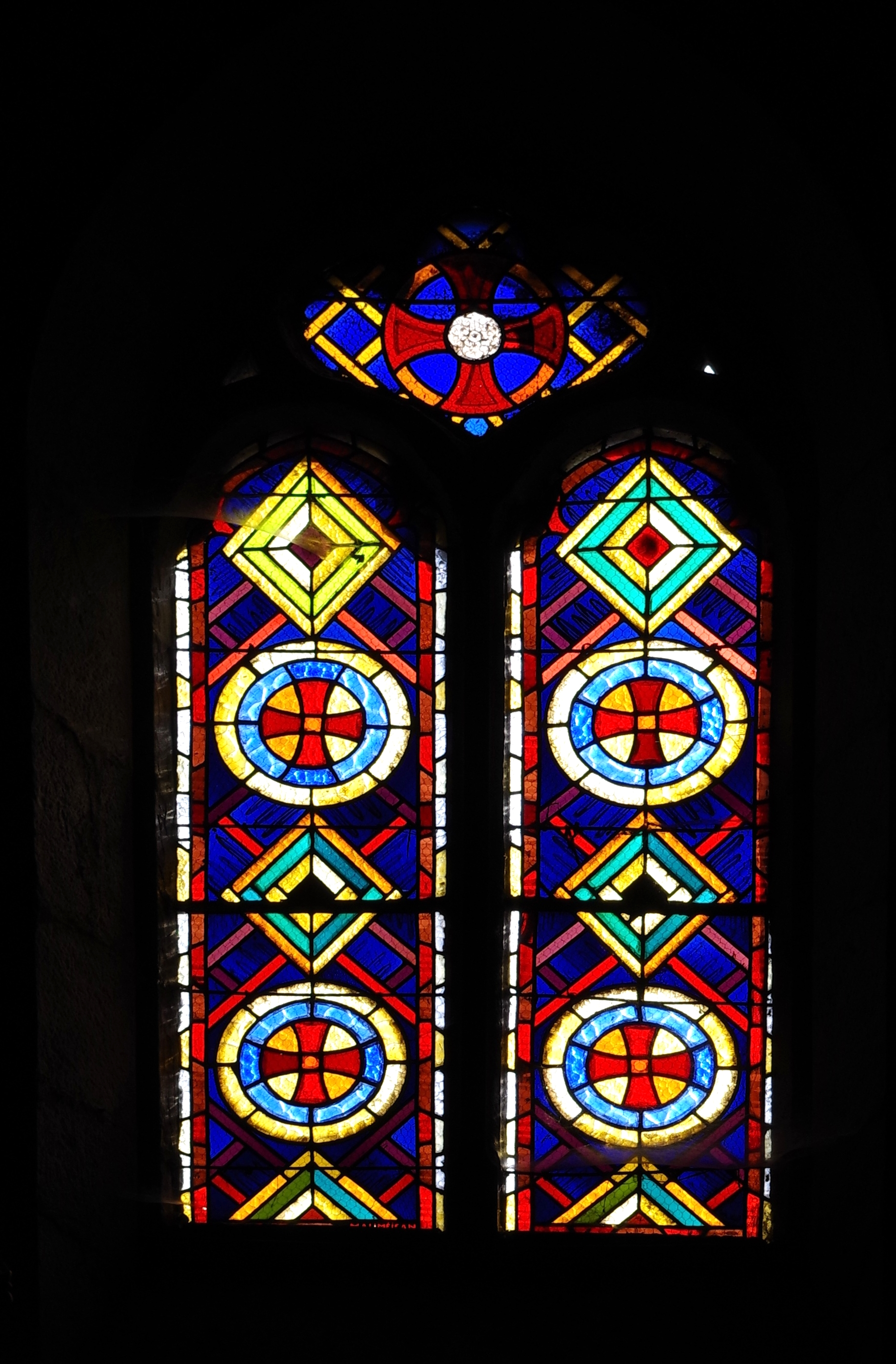

## Équipements
éducation
- La commune possède une école primaire[81].

culture
- La médiathèque intercommunale Pau-Pyrénées (ancien château Louvie[82], propriété des barons Bernadotte[83])

## Personnalités liées à la commune
née au XIXe siècle
- Raymond Orteig, né en 1870 à Louvie-Juzon est un homme d'affaires américain, d'origine française, qui fut à l'origine en 1919 du Prix Orteig qui lança la course pour relier New York et Paris par voie aérienne et sans escale. C'est Charles Lindbergh qui remporta le prix en 1927.

nées au XXe siècle
- François Moncla, né le 1er avril 1932 à Louvie-Juzon, est un joueur français de rugby à XV.